# زكاة
الزَّكاة (الجمع: زَكَوَات) في اللغة بمعنى: النماء والزيادة والبركة والمدح والثناء والصلاح وصفوة الشيء، والطهارة حسية أو معنوية، وبمعنى: زكاة المال. وتطلق الزكاة على ما ينفقه المتصدق من مال، وتستعمل في ديانات التوحيد بهذا المعنى الذي يقصد منه العبادة التي هي بمعنى: التصدق بالمال. والزَّكاةُ في الإسلام: المال اللازم إنفاقه في مصارفه الثمانية وفق شروط مخصوصة، وهي حق معلوم من المال، مقدر بقدر معلوم، يجب على المسلم بشروط مخصوصة، في أشياء مخصوصة هي: الأموال الزكوية، وزكاة الفطر. فهي في الشرع الإسلامي نوع من العبادات بمعنى: إنفاق المال على جهة الفرض، حيث تعد أحد أركان الإسلام الخمسة، وتطلق الصدقة على الإنفاق المفروض وغيره.
وأما في الديانات الأخرى فيوجد ما يفيد معنى إنفاق المال، أو دفع قدر من المال إلى ذوي الاحتياجات، على اختلاف في تفاصيل الأحكام، وكذلك الاختلاف في مصطلحات التسمية، ففي المسيحية مثلا توجد كلمة صدقة. ويتفق الدين الإسلامي مع المسيحية واليهودية في المفهوم العام للصدقة، من حيث أنها عبادة وقربة يتقرب بها الإنسان إلى الله، وأنها باب من أبواب الخير، وأن على الأغنياء بذل قسط من مالهم للفقراء والمحتاجين وسد حاجاتهم، مع اختلافهم في تفاصيل الأحكام. والزَّكاةُ في الشرع الإسلامي: «حِصّةٌ من المال ونحوه يوجب الشرعُ بذلها للفقراءِ ونحوهم بشروط خاصة». أو هي: «اسم لمال مخصوص، يجب دفعه للمستحقين، بشروط مخصوصة». سميت زكاة؛ لأنها شرعت في الأموال الزكوية لتطهير المال، وفي زكاة الفطر لتطهير النفس، كما أن دفع الزكاة سبب لزيادة المال ونمائه، وسبب لزيادة الثواب في الآخرة بمضاعفته للمتصدق. وتسمى الزكاة صدقة، إلا أن الصدقة تشمل: الفرض والنفل، بخلاف الزكاة فإنها تختص بالفرض.
وإيتاء الزكاة في الإسلام عبادة متعلقة بالمال، تعد ثالث أركان الإسلام الخمسة، وهي مفروضة بإجماع المسلمين، وفرضها بأدلة من الكتاب والسنة، وإجماع المسلمين، فمن القرآن ﴿وآتوا الزكاة﴾، ﴿وَأَقِيمُوا الصَّلَاةَ وَآتُوا الزَّكَاةَ وَارْكَعُوا مَعَ الرَّاكِعِينَ ۝٤٣﴾ [البقرة:43]، والأحاديث المستفيضة، مثل حديث: بُني الإسلام على خمس وذكر منها: إيتاء الزكاة. واقترنت الزكاة بالصلاة في القرآن في اثنين وثمانين آية، وهذا يدل على أن التعاقب بينهما في غاية الوكادة والنهاية كما في المناقب البزازية. وفرضت في مكة على سبيل الإجمال، وبينت أحكامها في المدينة في السنة الثانية للهجرة. وتجب الزكاة في مال، أو بدن، على الأغنياء بقدر معلوم تدفع في مصارف الزكاة الثمانية.
والزكاة في الفقه الإسلامي تتضمن دراسة زكاة المال، وزكاة الفطر، والأموال الزكوية ومقاديرها وأحكامها، وتجب في النعم والذهب والفضة وفي أجناس من الزروع والثمار، وفي عروض التجارة والركاز والمعدن. والزكاة فريضة شرعية ذات نظام متكامل، يهدف لتحقيق مصالح العباد والبلاد والتكافل الاجتماعي، وسد حاجة المحتاجين، وإغناء الفقير. والزكاة هي الصدقة المفروضة، بقدر معلوم في المال، وهي إلزامية، وليست مساهمة خيرية، ولا تعتبر ضريبة، بل تختلف عنها، ولا خلاف في مقاديرها، وأحكامها إلا في مسائل فرعية قليلة، ويدفعها المزكي، أو من ينوبه للمستحقين، وإذا طلبها السلطان؛ لزم دفعها إليه، وتصرف في مصارف الزكاة. ولا تصرف للجمعيات الخيرية، ولا لبناء المساجد، وغير ذلك من الأعمال الخيرية. ومنع الزكاة سبب لتلف المال وضياعه والعقوبة في الآخرة، ومانعها مع اعتقاد وجوبها يأخذها السلطان منه، وإن كان بذلك خارجا عن قبضة الإمام؛ قاتله بحق الإسلام، ولا يخرجه ذلك عن الإسلام.

## تعريف الزكاة
الزَّكاةُ في اللغة لها عدة معان منها: البَرَكة والنَّماءُ والزيادة، يقال: زكا الزرع أي: نما، وزكت البقعة أي: بوركت، والزكاء: ما أخرجه الله من الثمر، وأرض زكية: طيبة سمينة، حكاه أبو حنيفة. قال ابن منظور: «وفي حديث علي، كرم الله وجهه: المال تنقصه النفقة والعلم يزكو على الإنفاق، فاستعار له الزكاء وإن لم يك ذا جرم، وقد زكاه الله أزكاه. وتقول: هذا الأمر لا يزكو بفلان زكاء أي لا يليق به وأنشد: 
والزكاة بمعنى: المدح، قال الله تعالى: ﴿فلا تزكوا أنفسكم﴾. وبمعنى: الطهارة، سواء كانت طهارة حسية، أو طهارة معنوية، كما في قوله تعالى: ﴿قَدْ أَفْلَحَ مَنْ زَكَّاهَا ۝٩﴾ [الشمس:9]، أي: طهرها من الأدناس. وزكى نفسه تزكية: مدحها، وفي حديث زينب: كان اسمها برة فغيره وقال: تزكي نفسها، وزكى الرجل نفسه إذا وصفها وأثنى عليها، وزكى القاضي الشهود إذا بين زيادتهم في الخير، وبمعنى: الصلاح، ورجل تقي زكي أي: زاك من قوم أتقياء أزكياء، «وقوله تعالى: ﴿خيرا منه زكاة﴾ أي: خيرا منه عملا صالحا، وقال الفراء: زكاة صلاحا. قال الله تعالى: ﴿وحنانا من لدنا وزكاة﴾، وقال تعالى: ﴿ولولا فضل الله عليكم ورحمته ما زكا منكم من أحد أبدا ولكن الله يزكي من يشاء﴾ صلح». وزكى المال زكاة أدى عنه زكاته، وزكاه أخذ زكاته، وتزكى: تصدق. وزكا الزرع يزكو زكاء بالفتح والمد أي نما. وغلام زكي أي: زاك، وقد زكا من باب سما وزكاء أيضا. وفي لسان العرب: «والزكاة: زكاة المال معروفة، وهو تطهيره، والفعل منه زكى يزكي تزكية إذا أدى عن ماله زكاته غيره: الزكاة ما أخرجته من مالك لتطهره به، وقوله تعالى: ﴿وتزكيهم بها﴾ قالوا: تطهرهم بها قال أبو علي: "الزكاة صفوة الشيء"، وزكاه إذا أخذ زكاته، وتزكى أي تصدق. وفي التنزيل العزيز: ﴿والذين هم للزكاة فاعلون﴾ قال بعضهم: الذين هم للزكاة مؤتون، وقال آخرون: الذين هم للعمل الصالح فاعلون»
.
قال ابن منظور: وأصل الزكاة في اللغة الطهارة والنماء والبركة والمدح وكله قد استعمل في القرآن والحديث، وهي من الأسماء المشتركة بين المخرج والفعل، فيطلق على العين وهي الطائفة من المال المزكى بها، وعلى المعنى وهي التزكية، قال تعالى: ﴿والذين هم للزكاة فاعلون﴾ فالزكاة طهرة للأموال وزكاة الفطر طهرة للنفوس . وتستعمل كلمة الزكاة بالمعنى الشرعي، للمال الواجب إخراجه، وهو: (حق معلوم)، وتسمى الزكاة أيضا صدقة، إلا أن استعمال لفظ: (زكاة) للفريضة، ولفظ: (صدقة) يشمل: الزكاة الواجبة، وصدقة التطوع، كما أن الصدقة تشمل: فعل الخير، سواء إنفاق المال، أو غيره، وفي الحديث: «وتميط الأذى عن الطريق صدقة». وسميت الزكاة: زكاة؛ لأنها تزكي المال، أي: تطهره، وتعود على المزكي بالزيادة في الخير، والبركة في المال، ونمائه، ومضاعفة الأجر، كما أنها تزكية لنفس المزكي، قال الله تعالى: ﴿تطهرهم وتزكيهم بها﴾. وقيل سميت زكاة؛ لأن المال يزكو بها أي: ينمو ويكثر، زكاء المال زيادته ونماؤه. قال ابن منظور: «وقيل لما يخرج من المال للمساكين من حقوقهم زكاة؛ لأنه تطهير للمال وتثمير وإصلاح ونماء». قال في المبدع: «فسمي المال المخرج زكاة؛ لأنه يزيد في المخرج منه، ويقيه الآفات». فهي تزيد في المال الذي أخرجت منه، وتقيه الآفات، قال الله تعالى: ﴿خذ من أموالهم صدقة تطهرهم وتزكيهم بها﴾، وفي الحديث: «قال رسول الله ﷺ: «إن الله ليربي لأحدكم صدقته كما يربي أحدكم فلوه»». فنفس المتصدق تزكو، وماله يزكو: يَطْهُر ويزيد ويبارك فيه، وينمو بالخلف في الدنيا والثواب في الآخرة.

### بالمعنى الشرعي
الزَّكاةُ بالمعنى الشرعي هي: المال المؤدى، أي: الذي يخرجه المزكي، ليصرف في مصارف الزكاة، ويدل على هذا المعنى: نصوص الشرع مثل قوله تعالى: ﴿ويؤتون الزكاة﴾ أي: يؤدونها لمستحقيها، فهي: المال المؤدى؛ لأنه تعالى قال: ﴿وآتوا الزكاة﴾، ولا يصح الإيتاء إلا للعين. أو هي: «حق يجبى في مال خاص، لطائفة مخصوصة، في وقت مخصوص»، وتسمى صدقة؛ لأنها دليل لصحة إيمان مؤديها وتصديقه. والزكاة في اصطلاح علماء الفقه هي: «حصة من المال يجب دفعه للمستحقين»، أو «الجزء المخصص للفقير والمحتاج من أموال الغني»، أو هي: «تمليك المال من فقير مسلم غير هاشمي، ولا مولاه بشرط قطع المنفعة عن المملك من كل وجه لله تعالى»؛ لقوله تعالى ﴿وآتوا الزكاة﴾ والإيتاء هو التمليك ومراده تمليك جزء من ماله، وهو ربع العشر أو ما يقوم مقامه.

## تاريخ الزكاة
شرعت الزكاة في الديانات الإبراهيمية بالاتفاق على مشروعية بذل جزء معلوم من المال إلى ذوي الحاجة، ولكن هناك اختلاف حول تفاصيل أحكامها، من حيث ما هو واجب أو تطوع، وعلى من تجب وفيم تجب ومقاديرها وغير ذلك، وفي القرآن: ﴿لكل جعلنا منكم شرعة ومنهاجا.﴾ والمعنى: أن الديانة الإبراهيمية تتفق في أصول الدين وأحكامه الكلية، وتختلف شرائعه في فروع أحكام الدين وجزئياته، فالاتفاق في توحيد الله وعبادته والإيمان به وبرسله وكتبه، وأيضا في الأحكام العامة، ومن أهمها إقام الصلاة وإيتاء الزكاة بمعنى: إخراج قدر معلوم من المال الواجب دفعه للمستحقين، وهو من مهمات الدين وأساسياته، وقد بين الله تعالى ذلك بقوله: ﴿وَمَا أُمِرُوا إِلَّا لِيَعْبُدُوا اللَّهَ مُخْلِصِينَ لَهُ الدِّينَ حُنَفَاءَ وَيُقِيمُوا الصَّلَاةَ وَيُؤْتُوا الزَّكَاةَ وَذَلِكَ دِينُ الْقَيِّمَةِ ۝٥﴾ [البينة:5]،(1) والمعنى: أن الله تعالى أمر جميع عباده أن يعبدوه وحده، مخلصين له الدين، على الملة الحنيفية، ملة جميع الأنبياء والرسل، وجعل من أساسياته إقام الصلاة، وإيتاء الزكاة، في شريعة الإسلام والشرائع السابقة، وكلها تتفق في مشروعية الزكاة، وتختلف في كيفياتها، وأحكامها التفصيلية. وذكر الله في القرآن أنه أخذ ميثاق بني إسرائيل: ألا يعبدوا إلا الله وحده لا شريك له، وألا يشركوا به شيئا، وأن يحسنوا بالوالدين والقريب واليتيم والمسكين، وأن يقولوا للناس قولا حسنا، وأن يقيموا الصلاة ويؤتوا الزكاة المفروضة، ونص الآية: ﴿وَإِذْ أَخَذْنَا مِيثَاقَ بَنِي إِسْرَائِيلَ لَا تَعْبُدُونَ إِلَّا اللَّهَ وَبِالْوَالِدَيْنِ إِحْسَانًا وَذِي الْقُرْبَى وَالْيَتَامَى وَالْمَسَاكِينِ وَقُولُوا لِلنَّاسِ حُسْنًا وَأَقِيمُوا الصَّلَاةَ وَآتُوا الزَّكَاةَ ثُمَّ تَوَلَّيْتُمْ إِلَّا قَلِيلًا مِنْكُمْ وَأَنْتُمْ مُعْرِضُونَ ۝٨٣﴾ [البقرة:83] قال الطبري:
وأما الزكاة التي كان الله أمر بها بني إسرائيل الذين ذكر أمرهم في هذه الآية فهي كما رواه بسنده عن الضحاك: «عن ابن عباس: ﴿وآتوا الزكاة﴾، قال: إيتاء الزكاة، ما كان الله فرض عليهم في أموالهم من الزكاة، وهي سنة كانت لهم غير سنة محمد ﷺ، كانت زكاة أموالهم قربانا تهبط إليه نار فتحملها، فكان ذلك تقبله، ومن لم تفعل النار به ذلك كان غير متقبل، وكان الذي قرب من مكسب لا يحل، من ظلم أو غشم، أو أخذ بغير ما أمره الله به وبينه له». وما رواه أيضا: «عن ابن عباس: ﴿وآتوا الزكاة﴾، يعني بالزكاة: طاعة الله والإخلاص». وقد جاء في نصوص الشرع الإسلامي ما يدل على أن مهمات الدين الذي بعث به الله الرسل تقوم على أساس دعوة الناس إلى توحيد الله وعبادته، وجاء في القرآن ذكر ما قاله عيسى عليه السلام في قوله تعالى: ﴿وأوصاني بالصلاة والزكاة ما دمت حيا﴾. ذكر الطبري أن للزكاة في هذه الآية تفسيران أحدهما: إنفاق المال، وثانيهما: تزكية البدن من المعاصي. كما ذكر في القرآن أن هذا كان في الشرائع السابقة، وأهل الكتاب على وجه الخصوص، وذكر علماء التفسير أن المقصود بهم: (اليهود والنصارى). قال القرطبي في تفسير قوله تعالى: ﴿وما أمروا إلا ليعبدوا الله مخلصين له الدين حنفاء﴾: وما أمروا أي: وما أمر هؤلاء الكفار في التوراة والإنجيل إلا ليعبدوا الله أي: ليوحدوه. وقوله تعالى: ﴿حنفاء﴾ أي مائلين عن الأديان كلها، إلى دين الإسلام، وكان ابن عباس يقول: «حنفاء على دين إبراهيم عليه السلام». ﴿ويقيموا الصلاة﴾ أي: بحدودها في أوقاتها، ﴿ويؤتوا الزكاة﴾ أي: يعطوها عند محلها.

## في التاريخ الإسلامي

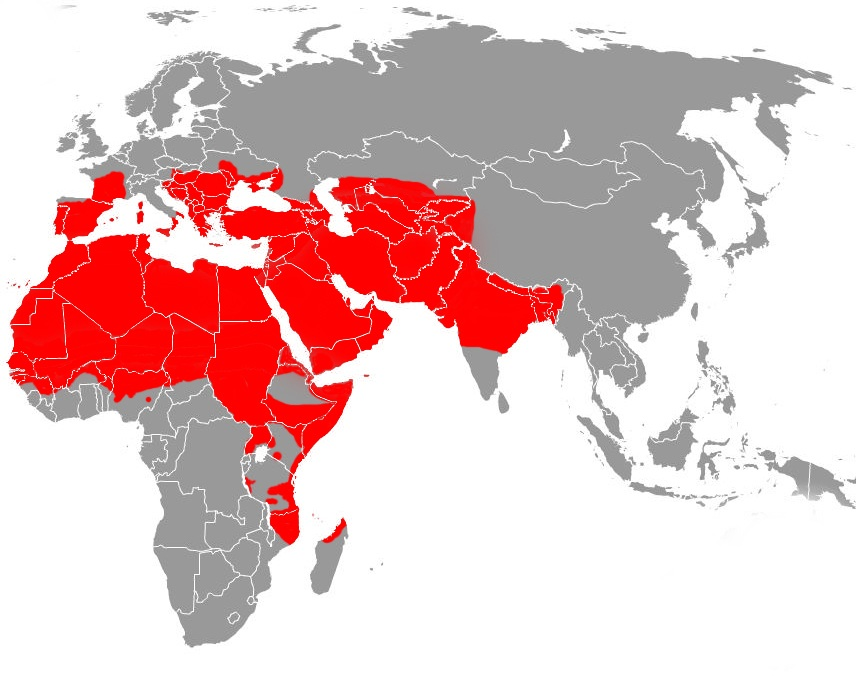
الامتداد الأقصى للدول الإسلامية على مرّ العصور.

الزكاة في الشرع الإسلامي فريضة شرعية فرضها الله وجعل المقصود منها صلاح أمور البلاد والعباد، وهي ثالث أركان الإسلام الخمسة. وفرضت الزكاة بعد البعثة النبوية، في مكة قبل الهجرة، حيث دلت على ذلك آيات من القرآن نزلت في مكة، وكان هذا الفرض على سبيل الإجمال، وكان بيان أحكامها، وتطبيقها بعد الهجرة إلى المدينة المنورة، وتعتبر مرحلة ما بعد الهجرة النبوية أهم مرحلة في تشريع الزكاة، حيث كان بيان تفاصيل أحكامها، وتحديد مقاديرها ومصارفها، وتكليف العاملين على تحصيلها، ومن ثم صرفها في مصارفها. والزكاة في الإسلام لا تقتصر على معنى التصدق بجزء من المال فقط، بل هي نظام شرعي متكامل، وتتميز أحكام الزكاة في الشرع الإسلامي عن الشرائع الأخرى بكونها نظام دقيق متكامل، وبكونها إلزامية. ويؤكد الشرع الإسلامي على وجود علاقة بين الزكاة والدولة، مع تغليب جانب ذوي الاستحقاق للزكاة، فيجعل الدولة وكيلا للمستحقين مطالبا لهم بحقهم في الزكاة، ويدل على هذا حديث معاذ: «فأخبرهم أن الله افترض عليهم زكاة في أموالهم، تؤخذ من غنيهم فترد على فقيرهم، فإذا أقروا بذلك فخذ منهم، وتوق كرائم أموال الناس». وفي القرآن: ﴿خذ من أموالهم صدقة﴾، أي: خذ يا محمد منهم الصدقة المفروضة عليهم، وتوجيه الخطاب له بصفته ولي أمر المسلمين، وكان يولي العمال على أخذها لتصرف في مصارفها، وفي صحيح مسلم حديث: «عن أبي هريرة قال: بعث رسول الله ﷺ عمر على الصدقة..» وبعث علي بن أبي طالب وخالد بن الوليد إلى اليمن. وبعث المهاجر بن أبي أمية بن المغيرة إلي كندة والصفد، وولى شهر بن باذان على صنعاء، وبعث زياد بن لبيد إلي حضرموت، وبعث عدي بن حاتم إلي طئ وبني أسد، وولى مالك بن نويرة علي صدقات قومه، وبعث العلاء بن الحضرمي إلي القطيف بالبحرين، وولى أبا موسى الأشعري على زبيد وعدن، ومعاذ ابن جبل على الجند، وكلف غيرهم من الولاة على الصدقات. وقد كان تطبيق نظام الزكاة في العصر النبوي يمثل طريقة التشريع الإسلامي الذي حذا حذوه الخلفاء الأربعة، ومن بعدهم من خلفاء الدول الإسلامية المتعاقبة.

### في عصور الخلافة الإسلامية
بعدما بويع أبو بكر الصديق خليفة للمسلمين عمل على تطبيق الشريعة الإسلامية وفق الطريقة النبوية، وكان يبعث عماله على تحصيل الزكاة، وكانت غالب قبائل العرب تستجيب لعمال الزكاة، وكانت بعض القبائل قريبة عهد بالإسلام، وقد واجه أبو بكر الصديق ظاهرة منع الزكاة من بعض تلك القبائل، ولم يكونوا في الحكم على منوال واحد. وقد قسم العلماء الذين امتنعوا من دفع الزكاة إلى أبي بكر الصديق إلى قسمين: القسم الأول: أهل الردة وهم الذين ارتدوا عن الدين ونابذوا الملة وعادوا إلى الكفر بعد إسلامهم، وهم الذين عناهم أبو هريرة بقوله: «وكفر من كفر من العرب..». ومن هؤلاء أصحاب مسيلمة من بني حنيفة وغيرهم الذين صدقوه على دعواه في النبوة، وأصحاب الأسود العنسي ومن كان من مستجيبيه من أهل اليمن وغيرهم، فقاتلهم أبو بكر رضي الله عنه حتى قتل الله مسيلمة باليمامة، والعنسي بصنعاء وانفضت جموعهم وهلك أكثرهم. ومن هذا القسم أيضا: الذين ارتدوا عن الدين وأنكروا الشرائع وتركوا الصلاة والزكاة وغيرها من أمور الدين وعادوا إلى ما كانوا عليه من عبادة الأصنام وغير ذلك. والقسم الثاني: هم الذين لم يرتدوا عن الإسلام، ولكنهم فرقوا بين الصلاة والزكاة فأقروا بالصلاة، وأنكروا فرض الزكاة ووجوب أدائها إلى الإمام. وهؤلاء على الحقيقة أهل بغي. ومنهم من لم يمتنع من دفع الزكاة إلا أن رؤساءهم صدوهم عن ذلك الرأي وقبضوا على أيديهم في ذلك مثل بني يربوع، فإنهم قد جمعوا صدقاتهم وأرادوا أن يبعثوا بها إلى أبي بكر رضي الله عنه فمنعهم مالك بن نويرة من ذلك وفرقها فيهم. أما القسم الأول وهم أهل الردة فقد اتفق الصحابة على قتالهم بسبب الردة، وقاتلهم أبو بكر الصديق حتى انتهى أمرهم. وأما القسم الثاني فلم يحكم عليهم بالردة؛ لجهلهم بالأحكام وقرب عهدهم بالإسلام، وإنما قاتلهم أبو بكر الصديق؛ لأنهم بغاة، والباغي يقتل بحكم الإسلام، وحكمه حكم المسلمين. وبعد وفاة أبي بكر بويع عمر بن الخطاب بالخلافة، وسار على الطريقة النبوية، وقد كان له خبرة سابقة في تنظيم الزكاة من خلال عمله عليها في العصر النبوي، ومساعدة أبي بكر في تنظيمها، وقد عمل عمر بن الخطاب على توسيع التنظيم الإداري والمالي للدولة، ووضع الدواوين، بما في ذلك تخصيص بيت مال للزكاة. ثم سار على ذلك الخليفة عثمان بن عفان، ثم علي بن أبي طالب، الذي خصص كل يوم جمعة لتوزيع المال على ذوي الحاجات، ثم خلفاء الدولة الأموية، ثم الدولة العباسية، والدول الإسلامية المتعاقبة، وكانت هناك تنظيمات للزكاة خلال الدولة العثمانية، التي كانت تمثل دولة الخلافة الإسلامية، إلى فترة الحرب العالمية.

### بعد عصور الخلافة الإسلامية
بعد سقوط الدولة العثمانية خلال القرن التاسع عشر الميلادي حدثت تغييرات في الأنظمة المالية للدول الإسلامية. وجميع الدول العربية والإسلامية إلى وقتنا الحالي تؤمن بأن الزكاة فريضة شرعية، ودفعها حق شرعي، إلا أن هناك تفاوت في درجة الاهتمام الرسمي في التطبيق. وتطبيقاتها للزكاة إما أن يكون وفق مبدأ الإلزام القانوني، أو وفق مبدأ الالتزام الذاتي للمكلفين. فمن مؤسسات الدول التي تطبق مبدأ الإلزام القانوني للمكلفين في دفع الزكاة، الإداراة العامة للواجبات الزكوية في الجمهورية اليمنية، وديوان الزكاة في جمهورية السودان، التي تتميز بتجاربها الرائدة في تطبيق الزكاة على المستوى الإسلامي، ومصلحة الزكاة والدخل في المملكة العربية السعودية، التي تتميز باهتماماتها في تطبيق الزكاة. كما أن مؤسسة صندوق الزكاة في المملكة الأردنية الهاشمية تُعد من المؤسسات التي تطبق مبدأ الالتزام الذاتي للمكلفين في دفعها.
هناك دول عربية وإسلامية معاصرة تولي اهتماما خاصا بتطبيق الزكاة من خلال مؤسساتها الزكوية، وقانون تنظيم الزكاة، من خلال وجود مؤسسة خاصة لتنظيم عمل تحصيل عائدات الزكاة وصرفها في مصارفها، والاهتمام بالرقابة من قبل الدولة حفاظا على أموال الزكاة، وضمانا لانتظام الجمع والتحصيل، وفق ما حدده القرآن والسنة من طرق تحصيل الزكاة ودفعها للمستحقين، تحقيقا للأهدافها الدينية والاجتماعية، والاقتصادية. وهناك نماذج لمؤسسات الزكاة الإسلامية في الدول العربية والإسلامية المعاصرة مثل: لجنة قانون الزكاة في المملكة المغربية، ومصلحة الزكاة والدخل في المملكة العربية السعودية، ونظام الزكاة الباكستاني، ونظام تدبير الزكاة في ماليزيا، وبيت الزكاة الكويتي في دولة الكويت، وصندوق الزكاة في المملكة الأردنية الهاشمية، وديوان الزكاة في جمهورية السودان، وصندوق الزكاة الليبي في ليبيا، وصندوق الزكاة في الجزائر، وهيئة الزكاة الفلسطينية في فلسطين، والإدارة العامة للواجبات الزكوية في الجمهورية اليمنية، وبيت الزكاة والصدقات المصري في جمهورية مصر العربية، وصندوق الزكاة في لبنان، وصندوق الزكاة في دولة الإمارات العربية المتحدة، وصندوق الزكاة والصدقات في مملكة البحرين، وصندوق الزكاة في سلطنة عمان.

### نظام الزكاة
تتميز الزكاة في التشريع الإسلامي عن الزكاة في تشريعات الأمم السابقة في أنها نظام متكامل بقانون محكم، تعجز النظم الوضعية عن محاكاة أسرار تفوقه، واستقلاله المالي والإداري. وتتعدد أشكال التنظيم لمؤسسات الزكاة وتطبيقاتها في الدول الإسلامية على اختلاف مسمياتها باختلاف البلدان، كما تتفاوت درجة الاهتمام الرسمي في التطبيق.
تعد الزكاة نظاما إلاهيا متكاملا من جميع الجوانب، وعاملا اقتصاديا مهما، يهدف إلى محاربة الفقر والبطالة وكفالة اليتيم وإغناء السائل والمحروم ومعونة ذوي الحاجات، ومعالجة المشكلات الاقتصادية. وتطبيق هذا النظام بشكل متكامل كفيل بتحقيق نهضة اقتصادية شاملة. فالزكاة ليست مجرد إحسان بدفع مبلغ من المال، بل هي تنظيم اقتصادي واجتماعي لتطبيق فريضة الزكاة وأدائها، وإحياء فريضة الزكاة وتنظيم جمعها وتوزيعها، وبيان الأحكام والشروط المتعلقة بها وبمقاديرها ومستحقيها اعتمادا على الكتاب والسنة. وصلاح أمور الأمة الإسلامية ووحدتها وانتصارها، لايتم ولايكون إلا بما بدئ به أمرها، من إقامة الدين، والعمل بشرع الله، وتطبيق نظام الزكاة بشكل كامل ومتوازن، والعناية بهذه الفريضة وتنظيم أمر جمعها وصرفها، لتحقيق المقصد من فرضها وتشريعها، فالزكاة فريضة شرعية فرضها الله وجعل المقصود منها صلاح أمور البلاد والعباد.
ويقوم نظام الزكاة وفقا للنصوص الشرعية، ويتم تنظيمه من خلال فصل مال الزكاة عن خزينة الدولة، وتنظيم الجهة المستحقة، وعمل إحصائيات شاملة، والاستفادة من تجارب الدول الإسلامية في مجال الإدارة والتطبيق، حتى تتفادى السلبيات والأخطاء. ولا يتم نظام الزكاة إلا بتأدية الحق المفروض كاملا، وفي الحديث: «أن أبا هريرة رضي الله عنه قال: قال أبو بكر رضي الله عنه "والله لو منعوني عناقا كانوا يؤدونها إلى رسول الله ﷺ لقاتلتهم على منعها". قال عمر رضي الله عنه: "فما هو إلا أن رأيت أن الله شرح صدر أبي بكر رضي الله عنه بالقتال فعرفت أنه الحق".» والتنظيم الصحيح للزكاة يقوم على أساس القضاء على نسبة كبيرة من الاحتياجات المتكررة، ويبدء ذلك من خلال عمل حصر دقيق وشامل لجميع المستحقين للزكاة في المنطقة، وتحديد مستويات حاجاتهم، وليس المقصود من دفع الزكاة للمستفيدين صرف مبالغ مالية محددة؛ لأن ذلك يؤدي إلى تكرر الحاجة، أي: أن المبلغ الذي حصل عليه المستفيد سينتفع به مدة يسيرة ثم يعود إلى ما كان عليه من الحاجة إلى مال الزكاة مرة أخرى، وهذه الطريقة غير صحيحة، بل يتم فحص حالته وتحديد قدر ما يسد حاجته بصورة غير متكررة، فيبحث عامل الزكاة عن سبب حاجته، فمثلا: شخص قدر عليه فقد مصدر رزقه، فأصبح معدما لا يحتاج سوى رأس مال للحصول على ما يكتسب منه، فيعطى من مال الزكاة ما يفي بذلك، فإن كانت مهنته في معمل أو في بيع السلع أو غير ذلك؛ أعطي رأس مال لشراء ما يكتسب منه بما يناسبه وتقضى به حاجته، ولن يكون بحاجة للزكاة في المرات القادمة. ويمكن إيجاد حلول مناسبة لذوي الاحتياجات الخاصة، ومعالجة ظاهرة التسول.

## أدلة فرض الزكاة
أدلة فرض الزكاة في الشرع الإسلامي هي النصوص الشرعية الدالة على فرضيتها بالإجماع، والأصل في وجوب الزكاة قبل الإجماع أدلة من نصوص الكتاب والسنة، وردت في مواضع متعددة، فهي مفروضة بإجماع المسلمين، ودليل فرضها نصوص الكتاب أي: القرآن؛ لأنه المصدر الأول لتشريع الأحكام، ونصوص السنة النبوية؛ لأن السنة النبوية هي المصدر الثاني للتشريع بعد القرآن، والأخذ بما جاء فيها حتمي فهي بيان للقرآن، ودليل من أدلة الشرع الإسلامي. ودليل الإجماع بمعنى: اتفاق علماء الشرع على فرض الزكاة، وأن ما دلت عليه نصوص الكتاب والسنة من فرضها مجمع عليه عند المسلمين. وذكر الكاساني: الدليل على فرض الزكاة الكتاب والسنة والإجماع والمعقول، بمعنى: أن إيتاء الزكاة عون للضعيف، وإقدار العاجز وتقويته على أداء ما افترض الله عز وجل عليه من التوحيد والعبادات والوسيلة إلى المفروض مفروض، كما أن إيتاء الزكاة شكر لنعمة الله، وشكر النعمة واجب.
الزكاة هي الركن الثالث من أركان الإسلام الخمسة، وهي مفروضة بإجماع المسلمين، واقترنت الزكاة بالصلاة في القرآن في اثنين وثمانين آية، وهذا يدل على أن التعاقب بينهما في غاية الوكادة والنهاية كما في المناقب البزازية.
وفرضت الزكاة في السنة الثانية من الهجرة بعد زكاة الفطر. ودلت على فرضها آيات، فعلى القول بأنها مكية (نزلت بمكة قبل الهجرة)؛ اعتبر أنها فرضت بمكة، لكن يمكن حمل هذا القول على أنها فرضت قبل الهجرة على سبيل الإجمال. قال البهوتي: وفرضت بالمدينة كما ذكر صاحب المغني والمحرر والشيخ تقي الدين قال في الفروع: ولعل المراد طلبها وبعث السعاة لقبضها فهذا بالمدينة، وقال الحافظ شرف الدين الدمياطي: إنها فرضت في السنة الثانية من الهجرة، بعد زكاة الفطر بدليل قول قيس بن سعد بن عبادة: "أمرنا النبي ﷺ بزكاة الفطر قبل نزول آية الزكوات"
وفي منع الزكاة إثم كبير، ومانع الزكاة الذي يكنز المال ولا ينفق المفروض عليه إنفاقه في سبيل الله، فقد جاء في شأنه التهديد والوعيد الشديد بالعذاب، بقول الله في القرآن: ﴿والذين يكنزون الذهب والفضة ولا ينفقونها في سبيل الله فبشرهم بعذاب أليم، يوم يحمى عليها في نار جهنم فتكوى بها جباههم وجنوبهم وظهورهم هذا ما كنزتم لأنفسكم فذوقوا ما كنتم تكنزون.﴾ وكنز المال بمعنى: الاحتفاظ به وعدم الانفاق منه، والكنز هو: المال الذي لا تؤدى زكاته. التوبة 34 و35 والبخل عدم إيتاء الزكاة، قال تعالى: ﴿وَلَا يَحْسَبَنَّ الَّذِينَ يَبْخَلُونَ بِمَا آتَاهُمُ اللَّهُ مِنْ فَضْلِهِ هُوَ خَيْرًا لَهُمْ بَلْ هُوَ شَرٌّ لَهُمْ سَيُطَوَّقُونَ مَا بَخِلُوا بِهِ يَوْمَ الْقِيَامَةِ وَلِلَّهِ مِيرَاثُ السَّمَاوَاتِ وَالْأَرْضِ وَاللَّهُ بِمَا تَعْمَلُونَ خَبِيرٌ ۝١٨٠﴾ [آل عمران:180] قال الشافعي: «فأبان الله عز وجل في هاتين الآيتين فرض الزكاة؛ لأنه إنما عاقب على منع ما أوجب، وأبان أن في الذهب، والفضة الزكاة. قول الله عز وجل: ﴿ولا ينفقونها في سبيل الله﴾ يعني والله تعالى أعلم في سبيله الذي فرض من الزكاة وغيرها». فقد ألحق الوعيد الشديد بمن كنز الذهب والفضة ولم ينفقها في سبيل الله ولا يكون ذلك إلا بترك الفرض.

### من القرآن
هناك الكثير من النصوص القرآنية الدالة على فرض الزكاة ذكرت في مواضع متعددة من القرآن الكريم منها قول الله تعالى: ﴿وَأَقِيمُوا الصَّلَاةَ وَآتُوا الزَّكَاةَ وَارْكَعُوا مَعَ الرَّاكِعِينَ ۝٤٣﴾ [البقرة:43] وقد ذكر في غير موضع من القرآن لفظ: ﴿وَآتُواْ الزَّكَاةَ﴾ بصيغة الأمر الدال على فرض الزكاة، مثل: قوله تعالى: ﴿وَقُولُواْ لِلنَّاسِ حُسْنًا وَأَقِيمُواْ الصلاة وَءَاتُواْ الزكاة﴾. وقال تعالى في سورة المعارج: ﴿وَالَّذِينَ فِي أَمْوَالِهِمْ حَقٌّ مَعْلُومٌ ۝٢٤ لِلسَّائِلِ وَالْمَحْرُومِ ۝٢٥﴾ [المعارج:24–25] والحق المعلوم بمعنى: اللازم إخراجه من المال حتما، بقدر معلوم، والسائل هو الذي يسأل من المتصدقين التصدق عليه، والمحروم الذي ليس له ما يسد حاجته. ومعنى: ﴿في أموالهم حق معلوم﴾ فسره العلماء بأن الحق المعلوم هو: الزكاة، أو: الزكاة المفروضة. وقوله تعالى: ﴿وَأَقِيمُواْ الصلاة وَءَاتُواْ الزكاة وَمَا تُقَدِّمُواْ لأَنفُسِكُم مِّنْ خَيْرٍ تَجِدُوهُ عِندَ اللَّهِ﴾ قال الطبري: إيتاء الزكاة: إعطاؤها بطيب نفس على ما فرضت ووجبت. ومهما تعملوا من عمل صالح في أيام حياتكم، فتقدموه قبل وفاتكم ذخرا لأنفسكم في معادكم، تجدوا ثوابه عند ربكم يوم القيامة، فيجازيكم به. والخير هو العمل الذي يرضاه الله. وإنما قال: تجدوه، والمعنى: تجدوا ثوابه. وإقامة الصلوات كفارة للذنوب، وإيتاء الزكاة تطهير للنفوس والأبدان من أدناس الآثام، وفي تقديم الخيرات إدراك الفوز برضوان الله. قال تعالى: ﴿وَأَقِيمُواْ الصلاة وَءَاتُواْ الزكاة وَأَقْرِضُواْ اللَّهَ قَرْضًا حَسَنًا﴾ وقال تعالى: ﴿وَأَقِمْنَ الصلاة وَءَاتِينَ الزكاة وَأَطِعْنَ اللَّهَ وَرَسُولَهُ﴾. ذكر القرطبي في تفسير قوله تعالى: ﴿وَأَقِيمُواْ الصلاة وَءَاتُواْ الزكاة﴾ أن إيتاء الزكاة بمعنى: الإعطاء للزكاة المفروضة عليهم، وهو قول أكثر العلماء؛ لاقترانها بالصلاة.

فالزكاة حق فرضه الله على الأغنياء، ومستحقه هم ذوو الحاجة. وذكر في القرآن: ﴿وآتوا حقه يوم حصاده.﴾ أي: الزكاة الواجبة في الزروع والثمار. وقال تعالى: ﴿قَدْ أَفْلَحَ الْمُؤْمِنُونَ ۝١ الَّذِينَ هُمْ فِي صَلَاتِهِمْ خَاشِعُونَ ۝٢ وَالَّذِينَ هُمْ عَنِ اللَّغْوِ مُعْرِضُونَ ۝٣ وَالَّذِينَ هُمْ لِلزَّكَاةِ فَاعِلُونَ ۝٤﴾ [المؤمنون:1–4] فإيتاء الزكاة من سمات المؤمنين، وهو سبب للفلاح، وهو من الأعمال الصالحة التي يزداد بها المؤمن إيمانا. وقال تعالى: ﴿إِنَّ الَّذِينَ آمَنُوا وَعَمِلُوا الصَّالِحَاتِ وَأَقَامُوا الصَّلَاةَ وَآتَوُا الزَّكَاةَ لَهُمْ أَجْرُهُمْ عِنْدَ رَبِّهِمْ وَلَا خَوْفٌ عَلَيْهِمْ وَلَا هُمْ يَحْزَنُونَ ۝٢٧٧﴾ [البقرة:277]

### من السنة النبوية
ذكر الرواة في كتب الحديث أدلة كثيرة تدل على فرض الزكاة، ومنها الحديث الذي دل على أهمية الزكاة في الإسلام، حيث يعد إيتاء الزكاة ثالث أركان الإسلام الخمسة، ونص الحديث: «عن ابن عمر رضي الله عنهما قال: سمعت رسول الله ﷺ يقول: "بني الإسلام على خمس: شهادة أن لا إله إلا الله وأن محمداً رسول الله، وإقام الصلاة، وإيتاء الزكاة، وصوم رمضان، وحج البيت من استطاع إليه سبيلاً"». وللبخاري بلفظ: وصوم رمضان والحج وقد روى البخاري عن ابن عباس قال: «بعث رسول الله ﷺ معاذ بن جبل إلى اليمن..» وفي الحديث أنه أمره أولا بدعوة أهل اليمن إلى توحيد الله، والإيمان به، من آمن بالله وأسلم له فسيطيع الله ورسوله ويعمل بشرع الله. ثم بين له أنهم إن آمنوا فعليه أن يبلغهم أن الله فرض عليهم خمس صلوات في اليوم والليلة، فإن هم أطاعوا وأقاموا الصلاة فعليه أن يبلغهم أن الله فرض عليهم زكاة تؤخذ من أغنيائهم فترد في فقرائهم. ونص الحديث: «عن يحيى بن محمد بن عبد الله بن صيفي أنه سمع أبا معبد مولى ابن عباس يقول: سمعت ابن عباس يقول: لما بعث النبي ﷺ معاذ بن جبل إلى نحو أهل اليمن قال له: إنك تقدم على قوم من أهل الكتاب، فليكن أول ما تدعوهم إلى أن يوحدوا الله تعالى، فإذا عرفوا ذلك فأخبرهم أن الله قد فرض عليهم خمس صلوات في يومهم وليلتهم، فإذا صلوا فأخبرهم أن الله افترض عليهم زكاة في أموالهم تؤخذ من غنيهم فترد على فقيرهم، فإذا أقروا بذلك فخذ منهم وتوق كرائم أموال الناس.»
«وروي عنه عليه الصلاة والسلام أنه قال عام حجة الوداع: اعبدوا ربكم، وصلوا خمسكم، وصوموا شهركم، وحجوا بيت ربكم، وأدوا زكاة أموالكم طيبة بها أنفسكم تدخلوا جنة ربكم».
روى البيهقي في السنن الكبرى حديث: «عن أبي هريرة قال: قال رسول الله ﷺ: من آتاه الله مالا فلم يؤد زكاته مثل له يوم القيامة شجاعا أقرع له زبيبتان يطوقه يوم القيامة، ثم يأخذ بلهزمتيه -يعني شدقيه- ثم يقول: أنا مالك أنا كنزك، ثم تلا هذه الآية: ﴿ولا يحسبن الذين يبخلون بما آتاهم الله من فضله هو خيرا لهم بل هو شر لهم سيطوقون ما بخلوا به يوم القيامة﴾» وروى البيهقي حديث: «عن عبد الله بن مسعود يقول: سمعت رسول الله ﷺ يقول: «ما من رجل لا يؤدي زكاة ماله إلا مثل له يوم القيامة شجاعا أقرع يفر منه وهو يتبعه حتى يطوقه في عنقه»، ثم قرأ علينا رسول الله ﷺ: ﴿سيطوقون ما بخلوا به يوم القيامة﴾».

## منع الزكاة
منع الزكاة بمعنى: «عدم دفع الحق المالي الواجب إخراجه، عند استيفاء شروط وجوب الزكاة». والمقصود من إيتاء الزكاة: صرفها في مصارفها، ويمكن للمزكي دفعها للمستحقين، أو تسليمها للجهة المختصة في الدولة، لتتولى صرفها، وإذا طلبها السلطان؛ لزم دفعها إليه. ويختلف حكم منع الزكاة باختلاف الأحوال، والأسباب المقترنة به، فلا بد من أن يكون الشخص
مسلما، من أهل وجوب الزكاة، وأن يمنع دفع حق لازم، وألا يكون له مبرر شرعي؛ لذا يطلب الاستفصال، واستبيان السبب، فقد يكون المنع للزكاة بسبب الجهل بالأحكام الشرعية، أو التلاعب أو غير ذلك، فلا يحكم عليه إلا بعد تبين الحال. كما أن إيتاء الزكاة لا بد وأن يكون مبنيا على الصدق والثقة. وإذا وجبت الزكاة على المزكي وطلبها منه عامل الزكاة المكلف من الجهة المختصة في الدولة لزمه دفع الزكاة إليه، فإذا امتنع من دفعها طلب منه معرفة أسباب منعه للزكاة، فإذا تبين أنه ليس له عذر شرعي، وإنما منعها بخلا واحتفاظا بالمال بدون أي مبرر فهو بذلك مانع للزكاة، ويمكن للحاكم الشرعي أخذ الواجب عليه منه ولو بالقوة ودفعها لذوي الاستحقاق. روى مسلم بسنده حديث: «عن أبي هريرة قال: بعث رسول الله ﷺ عمر على الصدقة فقيل منع ابن جميل وخالد بن الوليد والعباس عم رسول الله ﷺ فقال رسول الله ﷺ: «ما ينقم ابن جميل إلا أنه كان فقيراً فأغناه الله، وأما خالد؛ فإنكم تظلمون خالدا قد احتبس أدراعه وأعتاده في سبيل الله، وأما العباس فهي علي ومثلها معها»، ثم قال: «يا عمر! أما شعرت أن عم الرجل صنو أبيه؟.»» ومعنى: «عم الرجل صنو أبيه.» أي مثل أبيه، وفيه تعظيم حق العم. وقد تضمن هذا الحديث أن الزكاة طلبت من ثلاثة أشخاص، وكان ظاهر الأمر أنهم منعوا أداء ما عليهم من الزكاة، ولكن الحقيقة بخلافه، إذ أن الحكم على الأشياء لا يكون إلا بعد الاستبيان ومعرفة الأسباب. وأول الثلاثة: ابن جميل، وقد بين في الحديث أنه لا عذر له في منع الزكاة، إلا أنه كان فقيرا فأغناه الله. والثاني: خالد ابن الوليد، قال النووي: أنهم طلبوا منه دفع زكاة أعتاده ودروعه ظنا منهم أنها للتجارة، وأن الزكاة فيها واجبة، فقال لهم: لا زكاة لكم علي. فلم يدفع لهم شيئا، فكان رده: بأنه لا يلزمه زكاة، وقد جاء في الحديث بيان الحكم، وهو أن خالد بن الوليد كان على حق، وأنه ليس مانعا للزكاة، وأن الزكاة غير واجبة عليه في أدرعه وعتاده؛ لأنه احتبسها في سبيل الله، أي: أنه وقفها في سبيل الله، والمال الموقوف في جهة عامة لا تجب فيه الزكاة، فالزكاة غير واجبة عليه أصلا في ماله الذي وقفه في سبيل الله. وأما الثالث؛ فهو العباس بن عبد المطلب، فقد طلب منه دفع الزكاة فقال: إنه لا زكاة عليه بحجة أنه قد دفع ما عليه، وقد بين في الحديث أنه على حق فيما قاله، وأنه ليس مانعا للزكاة؛ لأنه قد دفع ما عليه من قبل، حيث أنه تعجل دفع زكاة عامين. قال النووي: «ومعنى الحديث: أنهم طلبوا من خالد زكاة أعتاده ظنا منهم أنها للتجارة، وأن الزكاة فيها واجبة، فقال لهم: لا زكاة لكم علي، فقالوا للنبي ﷺ: إن خالدا منع الزكاة، فقال لهم: إنكم تظلمونه؛ لأنه حبسها ووقفها في سبيل الله قبل الحول عليها، فلا زكاة فيها. ويحتمل أن يكون المراد: لو وجبت عليه زكاة لأعطاها ولم يشح بها؛ لأنه قد وقف أمواله لله تعالى متبرعا فكيف يشح بواجب عليه؟ وقوله: ﷺ: «هي علي ومثلها معها» معناه: أني تسلفت منه زكاة عامين، والصواب أن معناه: تعجلتها منه، وقد جاء في حديث آخر في غير مسلم إنا تعجلنا منه صدقة عامين.» وقال القاضي عياض: «لكن ظاهر الأحاديث في الصحيحين أنها في الزكاة لقوله: بعث رسول الله ﷺ عمر على الصدقة، وإنما كان يبعث في الفريضة.» قال النووي: «الصحيح المشهور أن هذا كان في الزكاة لا في صدقة التطوع، وعلى هذا قال أصحابنا وغيرهم.»

### حكم منع الزكاة
لمنع الزكاة في الشرع الإسلامي أحكام مفصلة بحسب الأحوال، فالزكاة بمعناها الإجمالي عموما مفرضة بإجماع المسلمين، فحكم فرضها معلوم من الدين بالضرورة، والعلم الضروري معناه أن المعلوم مما لا يجهل عند المسلمين، وعلى هذا فإن منع الزكاة قد يكون له صلة بالحكم أو لا يكون له ذلك، وقد ذكر العلماء هذا التفصيل، فلا يكون الحكم على منوال واحد، ولا يكون الحكم إلا بعد الاستفصال، وتحقق المنع بعد تحقق الوجوب، أي: أنه لا بد من تأكد وجوب الزكاة، فقد لا تكون الزكاة واجبة عليه أصلا، كما دل على هذا خبر الصحيحين: أن خالد بن الوليد، والعباس بن عبد المطلب، طولبا بالزكاة لكن تبين أنه لا زكاة عليهما أصلا. فلا يحكم بمجرد التهمة؛ لاحتمال دفعها سرا، أو تعجيلها أو غير ذلك. فإذا تحقق وجوب الزكاة على شخص على وجه معلوم، وتحقق امتناعه من دفعها بلا عذر شرعي فيوصف حينئذٍ بأنه مانع الزكاة. ومنع الزكاة إما أن يكون على وجة الإجمال أو في حكم مخصوص، وفي الحالين إما أن يكون مع إنكار الوجوب أو بغير إنكار، فمن أنكر وجوب الزكاة إجمالا، وجحد فرضيتها، وقال عالما عامدا مختارا: أن الزكاة غير مفروضة، وأنها ليست من الدين، وأن الله لم يوجبها، أو قال أنه لا يقر بوجوبها، فمرجع الحكم فيه للحاكم الشرعي، فإذا رفع به إلى الحاكم استفصل منه الحاكم، فإذا تحقق له أنه قال ذلك مع كونه مسلما مكلفا عالما عامدا مختارا؛ استتابه الحاكم، فإن أصر بعد استتابة الحاكم له على قوله؛ هدده الحاكم فإن استمر على إصراره؛ أقام عليه الحاكم حكم حد الردة، ما لم يتراجع عن قوله؛ لأن وجوب الزكاة معلوم من الدين بالضرورة، أجمع عليه المسلمون، وإنكاره إنكار للدين. وهذا الحكم لا يختص بالزكاة بل هو حكم عام في كل من أنكر معلوما من الدين بالضرورة. وإذا أنكر وجوب الزكاة وكان جاهلا معذورا بجهله، كأن يكون قريب عهد بالإسلام، أو نشأ ببادية بعيدة عن العلماء ولم يمكنه الوصول إليهم؛ فلا يخرج بذلك عن الإسلام. وأما الزكاة التي امتنع من أدائها؛ فيأخذها الحاكم منه بالقوة. كل هذا فيمن أنكر الزكاة إجمالا، أما لو أنكر من الزكاة ما ليس معلوما من الدين بالضرورة، مثل: زكاة الخيل؛ فلا يكون حكمه كذلك. وإذا امتنع من دفع الزكاة ولم يكن منكرا لوجوبها، أي: مع العلم بوجوبها؛ أخذها الحاكم منه ولو بالقوة، وهو قول أبي حنيفة ومالك والشافعي، وحكمه حكم عصاة المسلمين، ولا يخرجه ذلك عن الإسلام. لقول الله تعالى: ﴿وإن طائفتان من المؤمنين اقتتلوا فأصلحوا بينهما﴾، قال ابن كثير: «فسماهم مؤمنين مع الاقتتال، وبهذا استدل البخاري وغيره على أنه لا يخرج من الإيمان بالمعصية وإن عظمت، لا كما يقوله الخوارج ومن تابعهم من المعتزلة ونحوهم.» 

### أدلة تحريم منع الزكاة
الأدلة على تحريم منع الزكاة كثيرة، فقد دلت النصوص الشرعية على تحريم كنز المال، والبخل به. روى البخاري: «عن أبي هريرة قال: لما توفي النبي ﷺ، واستخلف أبو بكر، وكفر من كفر من العرب، قال عمر: «يا أبا بكر كيف تقاتل الناس وقد قال رسول الله ﷺ: «أمرت أن أقاتل الناس حتى يقولوا لا إله إلا الله، فمن قال لا إله إلا الله فقد عصم مني ماله ونفسه إلا بحقه وحسابه على الله.؟»». قال أبو بكر: «والله لأقاتلن من فرق بين الصلاة والزكاة، فإن الزكاة حق المال، والله لو منعوني عناقا(2) كانوا يؤدونها إلى رسول الله ﷺ لقاتلتهم على منعها.» قال عمر: «فو الله ما هو إلا أن رأيت أن قد شرح الله صدر أبي بكر للقتال فعرفت أنه الحق»».
وفي رواية: «والله لو منعوني عقالا كانوا يؤدونه إلى رسول الله ﷺ لقاتلتهم على منعه.»
وقد قسم العلماء الذين امتنعوا من دفع الزكاة إلى أبي بكر الصديق إلى قسمين: القسم الأول: أهل الردة وهم الذين ارتدوا عن الدين ونابذوا الملة وعادوا إلى الكفر بعد إسلامهم، وهم الذين عناهم أبو هريرة بقوله: «وكفر من كفر من العرب». ومن هؤلاء أصحاب مسيلمة من بني حنيفة وغيرهم، وأصحاب الأسود العنسي ومن كان من مستجيبيه من أهل اليمن وغيرهم، ومن هذا القسم أيضا: الذين ارتدوا عن الدين وأنكروا الشرائع وتركوا الصلاة والزكاة وغيرها من أمور الدين، فقاتلهم أبو بكر الصديق بسبب الردة، وهذا بإجماع الصحابة. والقسم الثاني: هم الذين لم يرتدوا عن الإسلام، ولكنهم فرقوا بين الصلاة والزكاة فأقروا بالصلاة، وأنكروا فرض الزكاة ووجوب أدائها إلى الإمام. وهؤلاء على الحقيقة أهل بغي. فلم يحكم عليهم بالردة؛ لجهلهم بالأحكام وقرب عهدهم بالإسلام، وإنما قاتلهم أبو بكر الصديق؛ لأنهم بغاة.
روى مسلم في صحيحه حديث: «عن أبي هريرة قال: قال رسول الله ﷺ: ما من صاحب ذهب ولا فضة لا يؤدي منها حقها إلا إذا كان يوم القيامة صفحت له صفائح من نار فأحمي عليها في نار جهنم فيكوى بها جنبه وجبينه وظهره كلما بردت أعيدت له في يوم كان مقداره خمسين ألف سنة حتى يقضى بين العباد، فيرى سبيله إما إلى الجنة وإما إلى النار، قيل: يا رسول الله فالإبل؟ قال: ولا صاحب إبل لا يؤدي منها حقها ومن حقها حلبها يوم وردها إلا إذا كان يوم القيامة بطح لها بقاع قرقر، أوفر ما كانت لا يفقد منها فصيلا واحدا، تطؤه بأخفافها وتعضه بأفواهها كلما مر عليه أولاها رد عليه أخراها في يوم كان مقداره خمسين ألف سنة حتى يقضى بين العباد، فيرى سبيله إما إلى الجنة وإما إلى النار، قيل: يا رسول الله فالبقر والغنم؟ قال: ولا صاحب بقر ولا غنم لا يؤدي منها حقها إلا إذا كان يوم القيامة بطح لها بقاع قرقر لا يفقد منها شيئا ليس فيها عقصاء ولا جلحاء ولا عضباء تنطحه بقرونها وتطؤه بأظلافها كلما مر عليه أولاها رد عليه أخراها في يوم كان مقداره خمسين ألف سنة حتى يقضى بين العباد فيرى سبيله إما إلى الجنة وإما إلى النار.»

### البخل بالمال
البخل بالمال عدم إنفاقه، وفي القرآن بمعنى: عدم إخراج الزكاة الواجبة، قال الله تعالى: ﴿وَلَا يَحْسَبَنَّ الَّذِينَ يَبْخَلُونَ بِمَا آتَاهُمُ اللَّهُ مِنْ فَضْلِهِ هُوَ خَيْرًا لَهُمْ بَلْ هُوَ شَرٌّ لَهُمْ سَيُطَوَّقُونَ مَا بَخِلُوا بِهِ يَوْمَ الْقِيَامَةِ وَلِلَّهِ مِيرَاثُ السَّمَاوَاتِ وَالْأَرْضِ وَاللَّهُ بِمَا تَعْمَلُونَ خَبِيرٌ ۝١٨٠﴾ [آل عمران:180]. ذكر ابن جرير أن المقصود بـالبخل في هذا الموضع: منع الزكاة؛ لتظاهر الأدلة، وفسر البخل في الآية بأنه منع حق الله كما دل عليه حديث: «البخيل الذي منع حق الله منه، أنه يصير ثعبانًا في عنقه.» ولقول الله عقيب هذه الآية: ﴿لَقَدْ سَمِعَ اللَّهُ قَوْلَ الَّذِينَ قَالُوا إِنَّ اللَّهَ فَقِيرٌ وَنَحْنُ أَغْنِيَاءُ﴾، فوصف الله قول المشركين من اليهود الذين زعموا عند أمر الله إياهم بالزكاة: أن الله فقيرٌ. ومعنى الآية: أن الله تعالى هو الذي يعطى من يشاء ويمنع من يشاء، فمن أعطاه الله من فضله أي: من الأموال في الدنيا؛ فهو فضل من الله، فلا يبخل بالإنفاق منه، وفسر البخل في الآية بمعنى: عدم إخراج زكاة المال التي فرضها الله للمستحقين. وأن حبس المال وعدم الإنفاق منه فيما فرض الله ليس خيرا، فمانع الزكاة إن ظن أن ذلك خيرا له؛ فقد أخطأ؛ لأن الله تعالى جعل الإنفاق في سبيله سببا لتنمية المال وزيادته، وأن البخل سبب لتلف المال، وأما في الآخرة؛ فمانع الزكاة يعذب بسبب عدم إخراج الزكاة. قال الطبري في تفسير الآية: «ولا تحسبن، يا محمد، بخل الذين يبخلون بما أعطاهم الله في الدنيا من الأموال، فلا يخرجون منه حق الله الذي فرضه عليهم فيه من الزكوات، هو خيرًا لهم عند الله يوم القيامة، بل هو شر لهم عنده في الآخرة».
ومعنى: ﴿سَيُطَوَّقُونَ مَا بَخِلُوا بِهِ يَوْمَ الْقِيَامَة﴾ أي: سيجعل الله ما بخل به المانعون الزكاةَ، طوقًا في أعناقهم كهيئة الأطواق المعروفة، والطوق ما يوضع في العنق. فالتطويق يوم القيامة عقوبة لمانع الزكاة، فيجازى بما بخل به. وفسر الطوق بأنه ثعبان يطوق به مانع الزكاة،(3) عن أسباط، عن السدي قال: «يُجعل ماله يوم القيامة شجاعًا أقرع يطوِّقه، فيأخذ بعنقه، فيتبعه حتى يقذفه في النار.» وعن أبي وائل قال: هو الرجل الذي يرزقه الله مالا فيمنع قرابته الحق الذي جعل الله لهم في ماله، فيُجْعل حية فيطوَّقها، فيقول: ما لي ولك فيقول: أنا مالك. روى الطبري: عن أبي مالك العبدي قال: «ما من عبد يأتيه ذُو رَحمٍ له، يسأله من فضلٍ عنده فيبخل عليه، إلا أخرِج له الذي بَخِل به عليه شجاعًا أقْرَع.» قال: وقرأ الآية.» فيعاقب مانع الزكاة بماله الذي بخل به، فيكون عليه ثعبان عظيم يطوق عنقه. كما ورد هذا فيمن بخل بفضل ماله عن قريب سأله، كما في حديث: «عن أبي قزعة حجر بن بيان قال: قال رسول الله ﷺ: «ما من ذي رحم يأتي ذا رحمِه فيسأله من فضل أعطاه الله إياه، فيبخل به عليه، إلا أخرج له يوم القيامة شجاع من النار يتلمظ حتى يطوِّقه.» ثم قرأ الآية.» وعن عبد الله بن مسعود قال: «ثعبان ينقر رأس أحدهم، يقول: أنا مالك الذي بخلت به.» وفي رواية: «شجاع يلتوي برأس أحدهم.» وفي رواية أخرى: «شجاع أسود.» وفي رواية: «يجيء ماله يوم القيامة ثعبانًا، فينقر رأسه فيقول: أنا مالك الذي بخلت به، فينطوي على عنقه.»
«عن ابن مسعود قال: قال رسول الله ﷺ: ما من أحد لا يؤدي زكاة ماله، إلا مثَل له شجاع أقرع يطوقه». ثم قرأ علينا رسول الله ﷺ: ﴿ولا تحسبن الذين يبخلون بما آتاهم الله من فضله هو خيرًا لهم..﴾ الآية. وعن مسروق قال: سألت ابن مسعود عن الآية قال: يطوقون شجاعًا أقرع ينهش رأسه. قال الطبري: وقال آخرون: معنى ذلك: يجعل ما بخلوا به في أعناقهم طوقًا من نار.

### كنز المال
الكنز اسم للمال إذا أحرز في وعاء، ولما يحرز فيه، وكل مال كثير مجموع يتنافس فيه يسمى عند العرب كنزا. والكنز في الأصل المال المدفون تحت الأرض فإذا أخرج منه الواجب عليه لم يبق كنزا وإن كان مكنوزا، وهو حكم شرعي تجوز فيه عن الأصل، وفي حديث «أبي ذر رضي الله عنه: بشر الكنازين برضف من جهنم» هم جمع كناز وهو المبالغ في كنز الذهب والفضة وادخارهما وترك إنفاقهما في أبواب البر. وفي الحديث «عن أبي هريرة رضي الله عنه قال: قال رسول الله ﷺ: يذهب كسرى فلا كسرى بعده، ويذهب قيصر فلا قيصر بعده، والذي نفسي بيده لتنفقن كنوزهما في سبل الله». وروي «عن علي كرم الله تعالى وجهه أنه قال: أربعة آلاف وما دونهما نفقة وما فوقها كنز» وفي الحديث: «كل مال لا تؤدى زكاته فهو كنز».(4) وكنز المال أو كنز الذهب والفضة: الاحتفاظ به، وعدم إخراج زكاته. والكنز هو: المال الذي لا تؤدى زكاته الواجبة فيه، سواء كان في باطن الأرض أو ظاهرها، وفي الحديث: «كل ما لا تؤدى زكاته فهو كنز» وعدم إيتاء الزكاة مناف للحكمة التي خلق الله تعالى النقد من أجلها، والتي تحصل في إنفاقه. ودفن المال الذي تؤدى زكاته لا يعد كنزا، قال الشافعي: «دفن المال ضرب من إحرازه، وإذا حل إحرازه بشيء حل بالدفن وغيره، وقد جاءت السنة بما يدل على ذلك.» وفي حديث: «عن أبي هريرة قال قال رسول الله ﷺ: ما من صاحب كنز لا يؤدي زكاته إلا أحمي عليه في نار جهنم، فيجعل صفائح فيكوى بها جنباه وجبينه حتى يحكم الله بين عباده في يوم كان مقداره خمسين ألف سنة ثم يرى سبيله إما إلى الجنة وإما إلى النار..»

## الأحكام الفقهية
أحكام الزكاة في الفقه الإسلامي هي الأحكام التفصيلية المتعلقة بالزكاة، ضمن دراسة علم فروع الفقه، حيث يقع موضوع الزكاة من الناحية الفقهية ضمن فقه العبادات، وغالبا ما يكون في الترتيب الثالث بعد الطهارة والصلاة في كتب فروع الفقه. وللزكاة أحكام فقهية تبدء بذكر الأوليات بما في ذلك تعريف الزكاة بالمعنى اللغوي، والاصطلاحي، وتسميتها، وحكمها الشرعي، ومشروعيتها في الإسلام، ومتى فرضت، وأدلة فرضها، وغير ذلك. ثم تذكر تفاصيل أحكامها بما في ذلك شروط وجوبها، وعلى من تجب، وما هي الأشياء التي تجب فيها الزكاة، بما يشمل: النقد والعروض وسائمة المواشي والمعشرات، وزكاة الفطر، ومقادير الزكاة، وغير ذلك من الأحكام. وتعد الزكاة عبادة كالصلاة، ولا تصح العبادة إلا بالنية، ويلزم المزكي أن ينوي تأدية الزكاة.

### الأموال الزكوية
الأموال الزكوية أي: التي تجب فيها الزكاة، أو: بمعنى: الزكاة المفروضة فيما يملك من الأموال، بقدر معلوم يصرف في مصارف الزكاة. والأموال جمع مال، والمال في اللغة: كل ما يتمول أو يملك، والأموال الزكوية مصطلح فقهي لتصنيف أجناس الأموال التي تجب فيها الزكاة. فالذي تلزم فيه الزكاة إما مال أو بدن، والمقصود بالبدن زكاة الفطر. والمقصود بالمال: ما عدا زكاة الفطر، من أجناس الأموال التي تجب فيها الزكاة، سواء كانت نقدا أو عرضا أو متقوما، وتكون الزكاة المفروضة في المال الزكوي في أموال مخصوصة حدد الشرع أعيانها، ومقادير نصابها، وقدر ما يجب إخراجه فيها. والمال في اللغة: ما له قيمة، أو ما يملك من جميع الأشياء، قال ابن الأثير: المال في الأصل ما يملك من الذهب والفضة ثم أطلق على كل ما يقتنى ويملك من الأعيان، وأكثر ما يطلق المال عند العرب على الإبل لأنها كانت أكثر أموالهم. ومال الزكاة بالمعنى الشرعي أي: الذي تجب فيه الزكاة هو: الذي يملك من الأموال التي حددها الشرع من النقد والعرض والمواشي والنبات، بمعايير مخصوصة. ذكر في البحر الرائق ما روي عن محمد بن الحسن أن المال: كل ما يتملكه الناس من نقد وعروض وحيوان وغير ذلك، إلا أنه يتبادر في العرف من اسم المال: النقد أي: الذهب والفضة، والعروض. وذكر ابن عابدين في باب زكاة المال: أن المراد بالمال: غير السائمة لأن زكاتها غير مقدرة به. وجاء في القرآن: ﴿خُذْ مِنْ أَمْوَالِهِمْ صَدَقَةً تُطَهِّرُهُمْ وَتُزَكِّيهِمْ بِهَا وَصَلِّ عَلَيْهِمْ إِنَّ صَلَاتَكَ سَكَنٌ لَهُمْ وَاللَّهُ سَمِيعٌ عَلِيمٌ ۝١٠٣﴾ [التوبة:103] بمعنى: خذ يا محمد منهم صدقة، ويدل اللفظ بعمومه على وجوب أن يأخذ من أموالهم ولا يكون وجوب الأخذ إلا فيما هو واجب، قال الشافعي: «وإنما أمره أن يأخذ منهم ما أوجب عليهم». وقد كان نزول الآية في توبة الذين خلطوا عملا صالحا وآخر سيئا، لكن العبرة بعموم اللفظ لا بخصوص السبب. ذكر ابن كثير في تفسير الآية: أن الخطاب عام، وغير مقصور على أولئك الذين أخذت منهم الصدقة في العصر النبوي. وتجب الزكاة في أنواع مخصوصة من الأموال وهي: زكاة النعم الإبل والبقر والغنم (الضأن والماعز) وبعض العلماء أوجبها في الخيول. وزكاة النقد وهو: الذهب والفضة سواء كان مضروبا أو غير مضروب كالسبائك وغيرها، إلا الحلي المباح منهما، حيث اختلف العلماء في زكاة الحلي المباح من الذهب والفضة. وزكاة النبات أو المعشرات: زكاة الزروع، وزكاة الثمار. وزكاة المعدن، وزكاة الركاز، وزكاة التجارة. وتجب الزكاة في العملات المعدنية والورقية، باتفاق العلماء في الفتاوى الرسمية المعاصرة، إذا راج التعامل بها، وكانت ذات قيمة مالية مضمونة؛ لأنها في العصر الحديث حلت محل عملة الذهب والفضة فأعطيت حكمها حتما؛ لئلا يتعطل خكم زكاة المال.
| - زكاة النعم. - زكاة الذهب والفضة. - زكاة التجارة. - زكاة الزروع. | - زكاة الثمار. - زكاة الركاز. - زكاة المعدن. - زكاة الحلي. |

### زكاة النعم

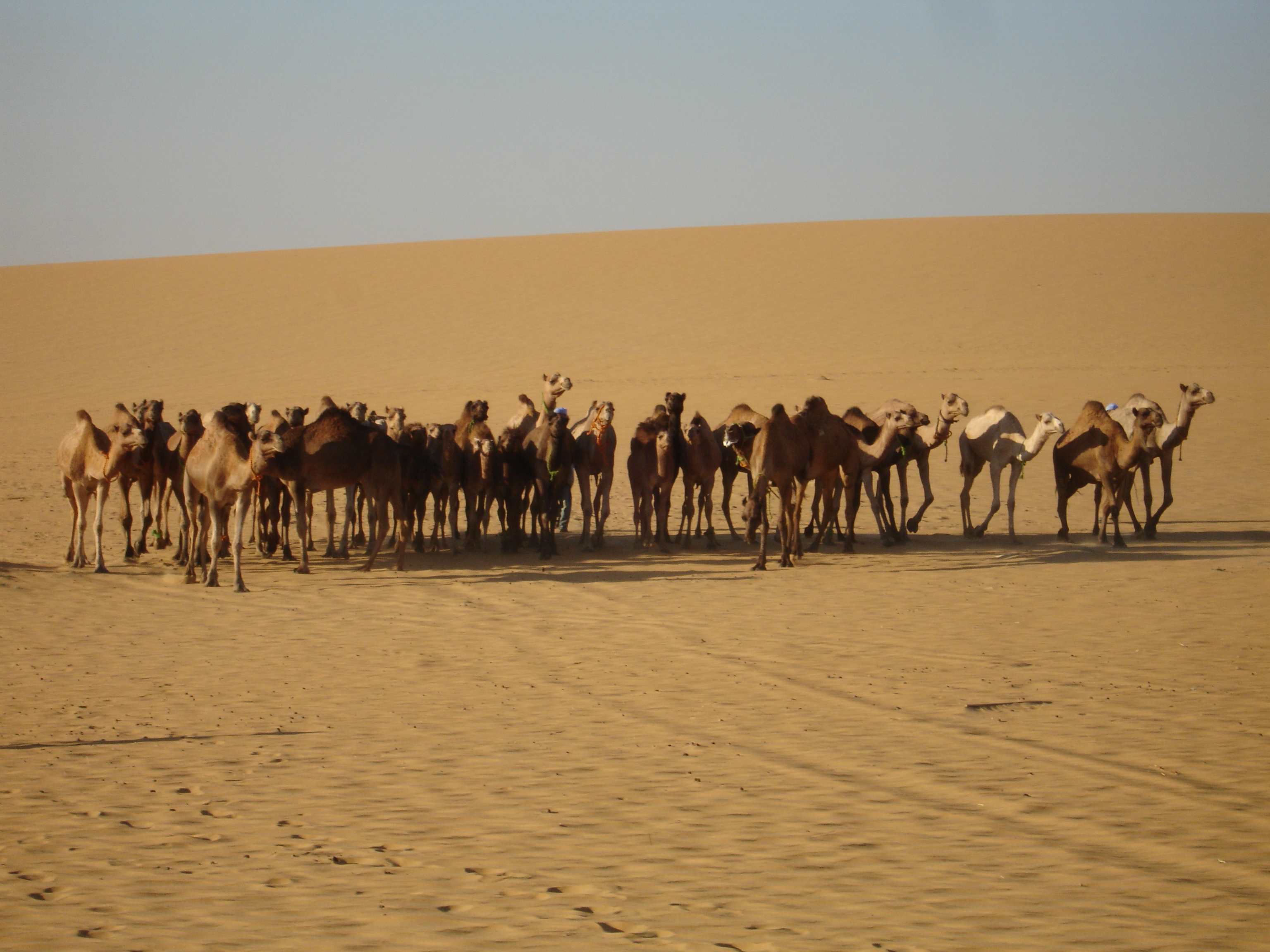
قطيع من الإبل.

زكاة النعم أو زكاة الأنعام هي الزكاة الواجبة في المواشي من النعم، والنعم -بفتح النون- واحد الأنعام وهي المال الراعية، وجمع الجمع أناعيم، ويختص وجوب زكاة النعم بثلاثة أجناس وهي: الإبل والبقر والغنم (الضأن والماعز)، وهذه الأجناس الثلاثة تشمل: العربية وغيرها، فلا تجب الزكاة في الظباء. ويشترط في وجوب زكاة النعم: أن تكون سائمة، وهو مذهب الجمهور خلافا للمالكية حيث قالوا بوجوب الزكاة في السائمة وغيرها. والسوم وهو: الرعي في كلئ مباح، مثل رعيها من مرعى موقوف أو مسبل أو أذن مالكه بالرعي فيه، أما إذا علفها مالكها بالإنفاق عليها من ماله جميع الحول أو معظمه؛ فلا تجب عليه الزكاة. وأن يحول عليها الحول وهو مرور عام كامل. وأن تبلغ نصابا. قال ابن عابدين: السائمة هي: الراعية، وشرعا: المكتفية بالرعي المباح في أكثر العام لقصد الدر والنسل، ذكره الزيلعي، وزاد في المحيط والزيادة والسمن ليعم الذكور فقط، لكن في البدائع لو أسامها للحم فلا زكاة فيها كما لو أسامها للحمل والركوب ولو للتجارة ففيها زكاة التجارة، ولو علفها نصف الحول لا تكون سائمة فلا زكاة فيها للشك في الموجب.

### زكاة الخيل

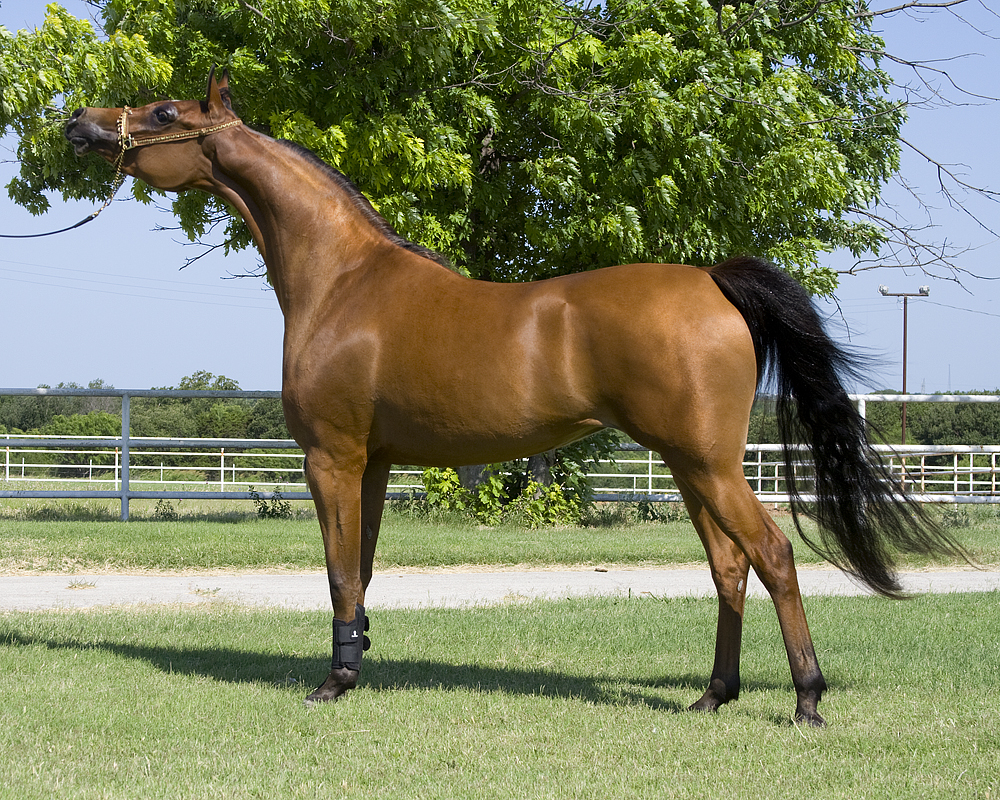
حصان عربي.

تجب الزَّكاةُ في الخيل عند أبي حنيفة، خلافا لجمهور الفقهاء القائلين بعدم وجوب الزكاة في الخيل، وحجتهم في ذلك ما ثبت في الصحيحين حديث: «ليس على المسلم في عبده ولا فرسه صدقة». وعند أبي حنيفة: إن كانت الخيل للتجارة؛ فتجب فيها زكاة التجارة سائمة كانت أو علوفة؛ لأنها من العروض، وإن لم تكن للتجارة وهي للحمل والركوب؛ فلا شيء فيها مطلقا، وإن كانت لغير الحمل والركوب؛ فإما أن تكون سائمة أو علوفة، فإن كانت علوفة؛ فلا شيء فيها، وإن كانت سائمة للدر والنسل، فإن كانت من أفراس العرب فصاحبها بالخيار إن شاء أعطى عن كل فرس دينارا، وإن شاء قومها وأعطى عن كل مائتين خمسة دراهم، «وهو مأثور عن عمر رضي الله عنه كما في الهداية، وإن لم تكن من أفراس العرب فإنها تقوم ويؤدي عن كل مائتين خمسة دراهم، والفرق أن أفراس العرب لا تتفاوت تفاوتا فاحشا بخلاف غيرها كما في الخانية». إن كانت الخيل ذكورا فقط، أو إناثا فقط؛ فعن أبي حنيفة روايتان، المشهور منهما عدم الوجوب، لكن رجح وجوبها في الإناث السائمة من الخيل، ولا تجب في الذكور، وفي التبيين الأشبه أن تجب في الإناث؛ لأنها تتناسل بالفحل المستعار، ولا تجب في الذكور لعدم النماء، ورجح قوله شمس الأئمة وصاحب التحفة وتبعهما في فتح القدير وذكر في الخانية أن الفتوى على قولهما وأجمعوا أن الإمام لا يأخذ منهم صدقة الخيل جبرا.
والصحيح أنه لا يشترط في الخيل بلوغ نصاب معين؛ لعدم النقل بالتقدير.

### زكاة النقد
| المبلغ | 0 |
| الزكاة | 0 |

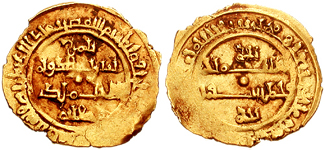
ربع دينار ذمي قديم.

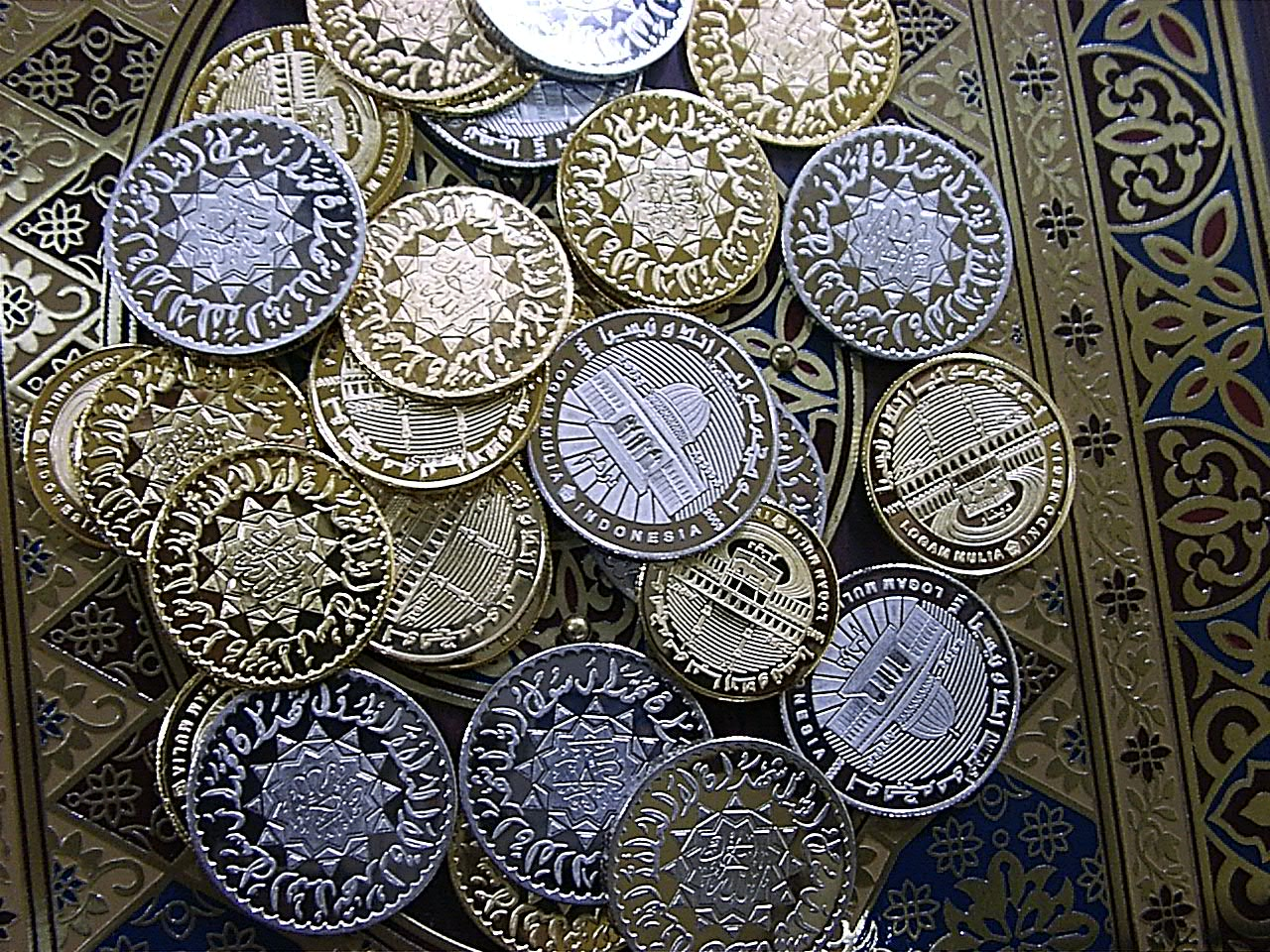
مسكوكات ذهبية وفضية للدينار والدرهم الإسلامي مسكوكة في أندونيسيا من قبل مولا متال، وهي تضمن قيمتها من قيمة المعدن الذي تحتويه وتباع بشكل تجاري في محلات الصاغة.

زكاة النقد أو زكاة النقدين أي: الذهب والفضة، حيث تتعلق الزكاة بأصل الأثمان وهو: القدر الخالص من الذهب والفضة. فالذهب والفضة جنسان زكويان، يتصفان بعدة خصائص، واختلاف أي منهما في النوعية، كالجودة والرداءة لا يؤثر في الزكاة، بل تتعلق الزكاة بالقدر الخالص منهما، ويزكى من نفس ذلك النوع جيدا كان أو رديئا. والذهب والفضة جنسان من المعادن يستخرجان من الأرض على هيئة تراب أو ما يسمى: تبرا ثم يصاغ إلى قطع نقدية أو حلي أو غير ذلك، وجنسهما الزكوي يشمل: التبر والسبائك والقطع النقدية، ومما يتعلق به وجوب الزكاة: ما يؤخذ منهما للاستعمال المنهي عنه، مثل: الأواني. وأما الحلي المتخذ للزينة؛ ففيه تفصيل: فإن كان للتجارة، أو للاقتناء (كنز المال)؛ فتجب فيه الزكاة، وإن كان التحلي به حراما مثل: الحلي للرجل؛ فتجب الزكاة فيه، وإن كان التحلي به مباحا مثل: الذهب والفضة الذي تتخذه المرأة للزينة المعتادة؛ فلا تجب فيه الزكاة إن كان بالقدر المعتاد المتعارف عليه، قليلا كان أو كثيراً، ما لم يبلغ حد الإسراف، وهو قول الجمهور، وعند الحنفية تجب الزكاة فيه مطلقا.
النقد في اللغة: غير المؤجل، ويطلق على المنقود، أي: المضروب بمعنى: المعمول بالضرب على هيئة معدة للتعامل، ويسمى أثمانا جمع (ثمن)، وأصل كلمة نقد تستعمل لمعنى: الإعطاء، يقال نقدني الثمن أي: دفعه حالا من غير تأجيل، النقد أيضا بمعنى: المنقود الخالص غير المغشوش، ونقده ميز ما فيه من الصفات الحسنه وغيرها، ونقد الدرهم بمعنى: استخرج منه الشوائب، وميز فيه الجودة والرداءة. وتؤخذ كلمة نقد في الأصل من عمل الصيرفي في نقد الدراهم والدنانير في تمييز الخالص منها عما يشوبه.
والنقد بمعنى: (المال المنقود) في أصل كلام العرب هو المضروب من الذهب والفضة. والنقد بالمعنى الشرعي يطلق على: عين الذهب والفضة، فيشمل المضروب منهما وهو ما يسمى: (أثمانا)؛ لأنها تضرب لتكون ثمنا يدفع مقابل مبيع غالبا. وزكاة النقد بمعنى: الخالص من الذهب والفضة، وتسمى أيضا: (زكاة النقدين) وهما: الخالص من الذهب والفضة، فيشمل: المضروب منهما، وغير المضروب، فالمضروب هو المصوغ منهما على هيئة عملة نقدية ويسمى النقدان: أثمانا؛ لأنه يضرب ليكون منقودا، يتخذ ثمنا. وغير المضروب يشمل: التبر وهو: ما كان منهما قبل الصياغة على هيئة التراب، والمصوغ منهما مثل: السبائك، وغيرها.

#### الأثمان
الأثمان جمع ثمن، وهو مقابل المثمن في البيع غالبا، أي: ما يعد ليدفع قيمة للمبيع، ويطلق على ما له قيمة مالية، سواء كان نقدا أو عرضا أو منفعة، وتطلق أيضا على عملة النقد. وفي الاصطلاح الشرعي هي: الذهب والفضة عموما، والمضروب منهما خصوصا. ويشترط في زكاة النقد أن يبلغ نصابا، ونصاب الذهب عشرون مثقالا من الذهب الخالص، وفيه ربع العشر، ففي عشرين مثقالا نصف مثقال. ونصاب الفضة خمس أواق، وكل أوقية أربعون درهما، فالنصاب مائتا دهم، وفيه ربع العشر، وهو خمسة دراهم. وفيما زاد بحسابه، وليس في أقل من مائتي درهم زكاة فإذا بلغت مائتي درهم وحال عليها الحول ففيها خمسة دراهم.
الفلوس في اصطلاح الفقهاء تطلق على مسمى متعارف عليه هو عبارة عن قطع معدنية مضروبة من غير الذهب والفضة، كالنحاس والصفر وغيره، ويمكن القول: أنها عملة معدنية ذات قيمة متدنية. وللفقهاء في وجوب الزكاة فيها تفاصيل، ففي قول: أنها كعروض التجارة فيما زكاته القيمة. وفي قول: هي أثمان ولا تزكى، وفي قول: إن كانت رائجة مطلقا، وفي قول: تجب فيها الزكاة إذا كانت أثمانا رائجة، أو للتجارة وبلغت قيمتها نصابا، ولا زكاة فيها إن كانت للنفقة، وعلى القول باعتبارها سلعة فتزكى إذا بلغت قيمتها نصابا وهي رائجة، وإن كانت للتجارة: قومت كعروض التجارة.

### نصاب الذهب والفضة
| الوزن بالجرام | 0 جرام |
| الزكاة        | 0 جرام |

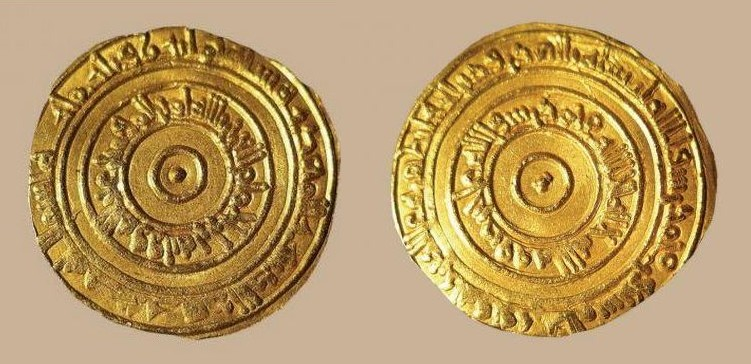
الدينار الفاطمي.

نصاب الذهب عشرون مثقالا من الذهب الخالص، تحديدا بالإجماع، فمن ملك قدر النصاب أو أكثر؛ وجبت عليه الزكاة وإلا فلا. والقدر الواجب ربع العشر، ففي العشرين مثقالا يجب نصف مثقال، وفيما زاد بحسابه، فلو ملك مائة مثقال مثلا؛ فالواجب ربع عشرها، وهو اثنان ونصف في المائة، (12 %). والمثقال الشرعي هو معيار الوزن المحدد في الشرع بوزن مكة في زمن التشريع، وقدره اثنان وسبعون حبة شعير معتدلة بقص ما دق وطال منها، والمثقال المقصود به ما كان التعامل به في الإسلام وفي الجاهلية، حيث لم يتغير في الحالين، ووزن المثقال يساوي ديناراً شرعيا، والدينار الشرعي والمثقال كلاهما وزن واحد، لكن المقصود بالمثقال: معيار الوزن، والمقصود بالدينار: قطعة الذهب المضروب المعد للتعامل. ونصاب الذهب عشرون مثقالا من الذهب الخالص بالاتفاق تحديدا، وهي تساوي عشرين دينار من الذهب الخالص، وإذا لم يكن التعامل بالمثقال؛ فالنصاب وزن عشرين مثقالا بالموازين الأخرى، فما بلغ عشرين مثقالا تحديدا فهو النصاب. والموازين الأخرى ليست موازين شرعية لتحديد النصاب؛ لأنها تختلف باختلاف الأزمنة والأمكنة، بل الوزن بالمثقال هو المعيار الشرعي لتحديد الوزن في كل زمان ومكان، ويمكن وزن المثقال بالجرام المتعارف عليه في التعاملات، ولكن لا يكون هو المعيار الشرعي، فلا يكون أصلا لتحديد النصاب، بل يوزن الأصل وهو المثقال مقابل الجرام، وهذا يحتاج إلى متخصص ليبحث عن المثقال الشرعي نفسه، والحصول عليه بالبحث والتدقيق في التراث الإسلامي، ثم يقوم بوزن هذا المثقال بميزان جرام الذهب، ويكون هذا بواسطة هيئة شرعية متخصصة، وعن طريق دور الإفتاء في الدول الإسلامية. ويبلغ قدر نصاب الذهب بالجرام حسب فتوى دار الإفتاء المصرية: خمسة وثمانون جراما من الذهب الخالص، وفي فتوى المملكة الأردنية الهاشمية خمسة وثمانون جراما، وفي دول إسلامية أخرى نحوا من ذلك، وعلى كل الأحوال فوزن النصاب تحديد لا تقريب.

### زكاة الفضة
| الوزن بالجرام | 0 جرام |
| الزكاة        | 0 جرام |

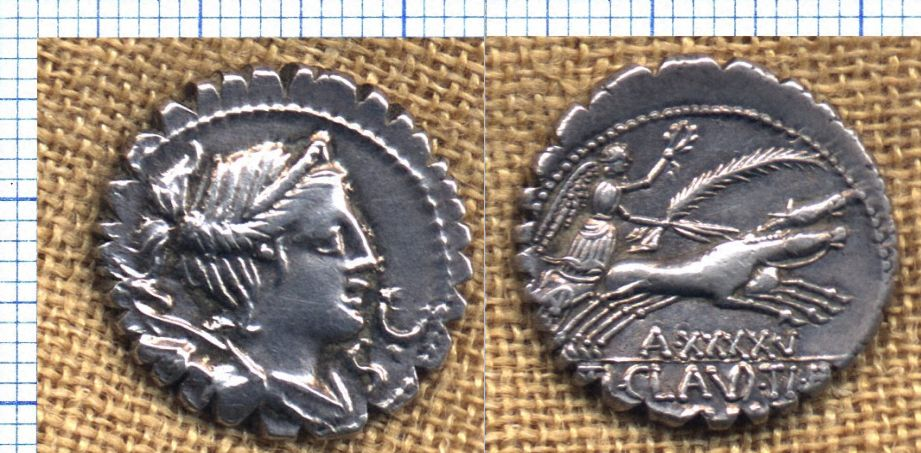
عملة فضية.

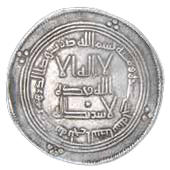
درهم فضي من الدولة الأموية، تم صكه بمدينة بلخ عام 111 هجرية، 729/730 م).

زكاة الفضة القدر الواجب إخراجه في الفضة إذا بلغت نصابا، وقدر نصاب الفضة هو: خمس أواق من خالص الفضة، وهو بالتحديد لا بالتقريب، ويدل على هذا خبر الصحيحين «ليس فيما دون خمس أواق من الفضة صدقة». والمقصود بالأوقية في الحديث: الأوقية الشرعية، وهي: أوقية مكة، التي اشتهر التعامل بها في العصر النبوي، وما بعده. وقدر الأوقية أربعون دهما من دراهم الفضة المضروبة في زمن خلافة عمر بن الخطاب، وقدر نصاب الفضة بالإجماع هو: بلوغ الخالص من الفضة قدر خمس أواق وهو ما يساوي: قدر مائتي درهم. وقدر الواجب ربع العشر، وهو بنسبة: (12  %).
والمقصود بالأوقية الشرعية بوزن مكة المتعارف عليها في العصر النبوي، وهي المعيار الشرعي لزكاة الفضة. وقدر الأوقية أربعون درهما إسلاميا من دراهم الفضة، وقد حدده العلماء بأنه هو الذي يكون كل عشرة دراهم منه تساوي سبعة مثاقيل، والمثقال وزن ثابت لم يتغير في الجاهلية ولا في الإسلام، ومعنى هذا أن وزن الدراهم محدد مقابل وزن المثقال، والمثقال وزن درهم وثلاثة أسباع درهم: (37 )، ونصاب الفضة بالدراهم: وزن مائتي درهم من الفضة الخالصة، وقدر المائتي درهم بالمثقال تساوي: وزن مائة وأربعين مثقالا. والاعتبار بالدرهم الإسلامي الذي وزنه ستة دوانق، والعشرة سبعة مثاقيل، وكانت الدراهم في صدر الإسلام صنفين: سوداء زنة الدرهم منها ثمانية دوانق، وطبرية زنة الدرهم منها أربعة دوانق، فجمعهما بنو أمية وجعلوا الدرهم ستة دوانق. كما أن عمر ابن الخطاب في زمن خلافته، قام بضرب الدرهم الشرعي في سجستان.

### زكاة الحلي
زكاة الحلي أو زكاة المال المتعلقة بالحلي، وهو ما تتحلى به المرأة، وفي اصطلاح الفقهاء يراد به: ما يصاغ من الذهب والفضة على هيئة حلية، مثل: القرط والسوار والخلخال والقلادة والعقد والدملج وغير ذلك، المتخذ للاستعمال المباح، وهو الذي تستخدمه المرأة للتزين. فالمقصود بالحلي المباح: ما يملك من حلية الذهب والفضة بقصد الاستعمال المباح في الشرع الإسلامي، فالحلي من الذهب والفضة، كالعقد والسوار والوشاح وغيره، مما يستعمل للزينة، إذا كان مملوكا بقصد الاستعمال المباح، كالذي تستعمله المرأة للزينة، إن بلغ نصابا؛ فلا زكاة فيه عند مالك والشافعي وأحمد، ما لم يبلغ حد الإسراف، وقال أبو حنيفة بوجوب زكاته. أما إذا كان استعماله حراما مثل: تحلي الرجل بالذهب والفضة فإنه حرام وتجب فيه الزكاة. وإذا قصد بالحلي التجارة وجبت فيه زكاة التجارة. ولا زكاة في حلية من الأحجار الكريمة كالؤلؤ والمرجان، إلا إن كانت للتجارة.

### العملات المعدنية والورقية
عملة النقد أو العملة النقدية في العرف العام هي: المعمول على هيئة عملة نقدية إذا كان لها قيمة مالية، وكلمة عملة مأخوذة من التعميل وهو ضرب المنقود في معامل مخصصة للضرب وفق معايير محددة، للضرب أي: التعميل (سك العملة المعدنية). وتطلق العملة في العرف على العملة المعدنية، ثم على ما يشمل العملة الورقية، بعد استحداثها في العصور الأخيرة. وأما العملة بالمعنى الشرعي؛ فلا تطلق إلا على المضروب من الذهب والفضة؛ لأن النصوص الشرعية حددت الأثمان بالذهب والفضة؛ لأنهما أصل جميع الأثمان وقيمتهما في ذاتهما، ولا تتغير عينهما بالتداول ولا بتغير الزمان والمكان. والعملات النقدية في العرف العام إما أن تكون مضروبة من أصل الأثمان وهو الذهب والفضة، وهي العملة الشرعية، سواء كانت على هيئة دينار الذهب، ودرهم الفضة، أو على هيئات أخرى، وإما أن تكون مضروبة من معادن أخرى كالنحاس، على هيئة قطع معدنية، أو ما كان يسمى فلوسا، وإما أن تكون عملة ورقية، وهي المطبوعة على هيئة عملة ورقية.

#### القيمة المالية
القيمة المالية هي الثمن في مقابل المثمن، كالسلعة وقيمتها، وكلمة: مثمن بمعنى: الشيء الذي له قيمة مالية، مثل: عروض مال التجارة، أو الأعيان الزكوية مثل: المعشرات وسائمة النعم، وغير ذلك مما يملك ويكون متمولا أي: له قيمة مالية. والقيمة المالية أو الثمن هي: النقد وهو في الاصطلاح الشرعي: الذهب والفضة، فإن كان لكل ما يتمول قيمة مالية؛ فإن الذهب والفضة هو القيمة المالية نفسها. فالقيمة المالية للذهب والفضة ذاتية أي: أن الذهب والفضة كل واحد منهما قيمة مالية يضمن نفسه بنفسه في كل حال، ولا تتلف قيمته بتغير الأحوال، وإذا تعارف الناس على قيمة مالية بديلة من غيرهما، مثل: العملة الورقية، أو المعدنية، أو الشيكات أو غير ذلك فهي قيمة شكلية؛ لأنها لا تكون مضمونة بنفسها، ولا تتمتع بخصوصية الذهب والفضة، فالعملة الورقية مثلا إذا تفتت وصارت عجينة ورق، وعادت إلى أصلها وهو الورق، وفقدت قيمتها المالية، بخلاف دينار الذهب، أو درهم الفضة مثلا فلو تفتت أو تحول إلى عجينة معدنية، فإنه يعود إلى أصله وهو الذهب والفضة، ولا يفقد بذلك قيمته المالية.
والعملات المالية إما أن تكون من الذهب أو من الفضة فإن كانت منهما وبلغ الخالص منهما نصابا؛ ففيهما زكاة الذهب في الذهب، وزكاة الفضة في الفضة، وقدر الواجب في كل منهما ربع العشر، مهما بلغ. وإن كانت العملة من غير الذهب والفضة حسب ما هو متعارف عليه من العملات الورقية، أو المعدنية؛ فتجب فيها الزكاة باتفاق العلماء في العصور الحديثة؛ لأنها حلت بالفعل مكان الذهب والفضة في عموم التعاملات؛ ولأنها أصبحت مالا يمكن به تبادل المنافع، وهذه العملات المتعارف عليها مضمونة بضمانة الدول، ويمكن لمالكها استبدالها بالذهب والفضة، كدليل فعلي على ضمانها. وتعد هذه العملات من الناحية الشرعية بمنزلة السلعة، وزكاتها بالتقويم مثل زكاة التجارة، أي: أنها تقوم بالذهب أو بالفضة بحسب الغالب منهما في البلد، فإن بلغت قيمتها نصابا وجبت الزكاة، وتحديد ما إذا كان التقويم بالذهب أو بالفضة يرجع إلى ما هو غالب في التعامل، ويمكن تحديد ذلك من خلال جهات الإفتاء الرسمية.

### المعشرات

#### زكاة الزروع

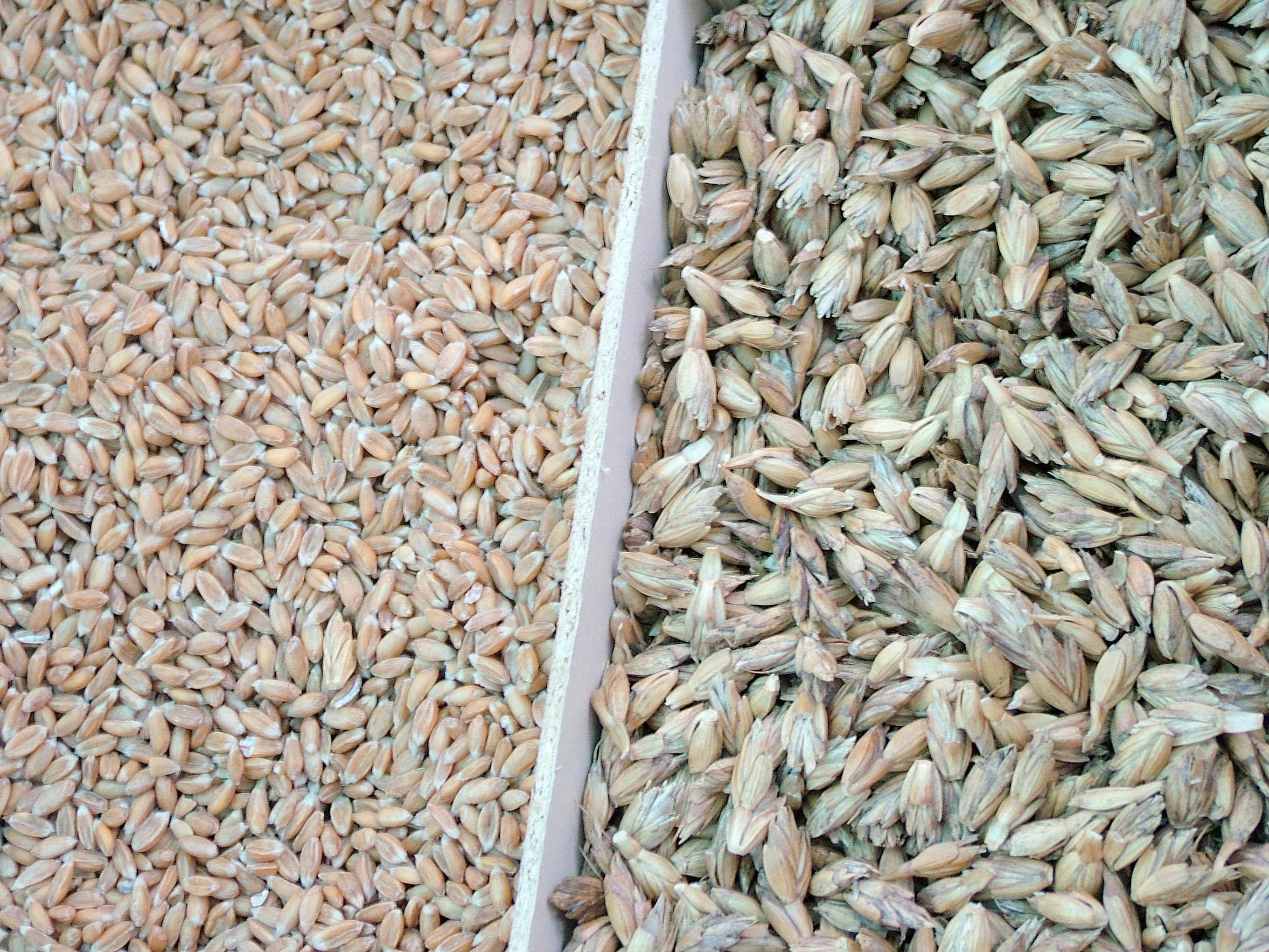
الحنطة بالقشر وبعد تصفيتها من القشرة

زكاة الزروع نوع من أنواع الأموال التي تجب فيها الزكاة، وهو النابت من الأرض من المزروعات، إذا بلغت نصابا وهو خمسة أوسق، نقية لا قشر عليها. وهي في الشعير والبر بالإجماع، وعند الشافعية في كل الأقوات المدخرة، مثل: الشعير والبر والذرة وغيرها، وتجب زكاة الزروع في كل ما يقتاته الإنسان حال الاختيار، مما يمكن ادخاره، كالشعير والحنطة والأرز وغيره. قال الماوردي: مذهب الشافعي أن الزكاة واجبة فيما زرعه الآدميون قوتا مدخرا، وبه قال الأئمة الأربعة. وعند المالكية في أجناس مخصوصة، قال ابن عرفة: يدخل فيه ثمانية عشر صنفا: القطاني السبعة، والقمح، والسلت، والشعير، والذرة، والدخن، والأرز، والعلس، وذوات الزيوت الأربع الزيتون والسمسم والقرطم وحب الفجل. وعند الحنفية تجب في محصول كل ما تنبته الأرض. ونصاب الزروع خمسة أوسق، والوسق شرعا ستون صاعا، والصاع أربعة أمداد نبوية (بكيل المدينة). والنصاب كيلا ثلاثمائة صاع، أو ألف ومائتي مد؛ لأن كل صاع أربعة أمداد، والمد حفنة (غرفة) بيدي إنسان معتدل الخلقة، والنصاب الشرعي في زكاة المعشرات مقدر على وجه التحديد كيلا بصاع المدينة المنورة ومدها في العصر النبوي، وسائر المكاييل الأخرى تبع له، فلا يحدد النصاب الشرعي بالكيل إلا بالمكيال المدني اتفاقا، أما ما يذكره العلماء في الفروع من التقدير بالوزن فالمقصود به استظهار المقدار؛ لأن المقادير الشرعية تؤخذ بنصوص الشرع، وما كان مقدر بالكيل فلا يقوم الوزن مقامه. وقدر النصاب وزنا ألف وستمائة رطل بغدادي، والرطل البغدادي: مائة وثمانية وعشرون درهما مكيا كل درهم منها خمسون وخمسا حبة من مطلق أي: متوسط الشعير. وفي قول: مائة وثلاثون درهما، وهو ما اختاره الرافعي ورجحه، وفي قول: مائة وثمانية وعشرون درهما وأربعة أسباع درهم، وهو ما اختاره النووي.

#### زكاة الثمار

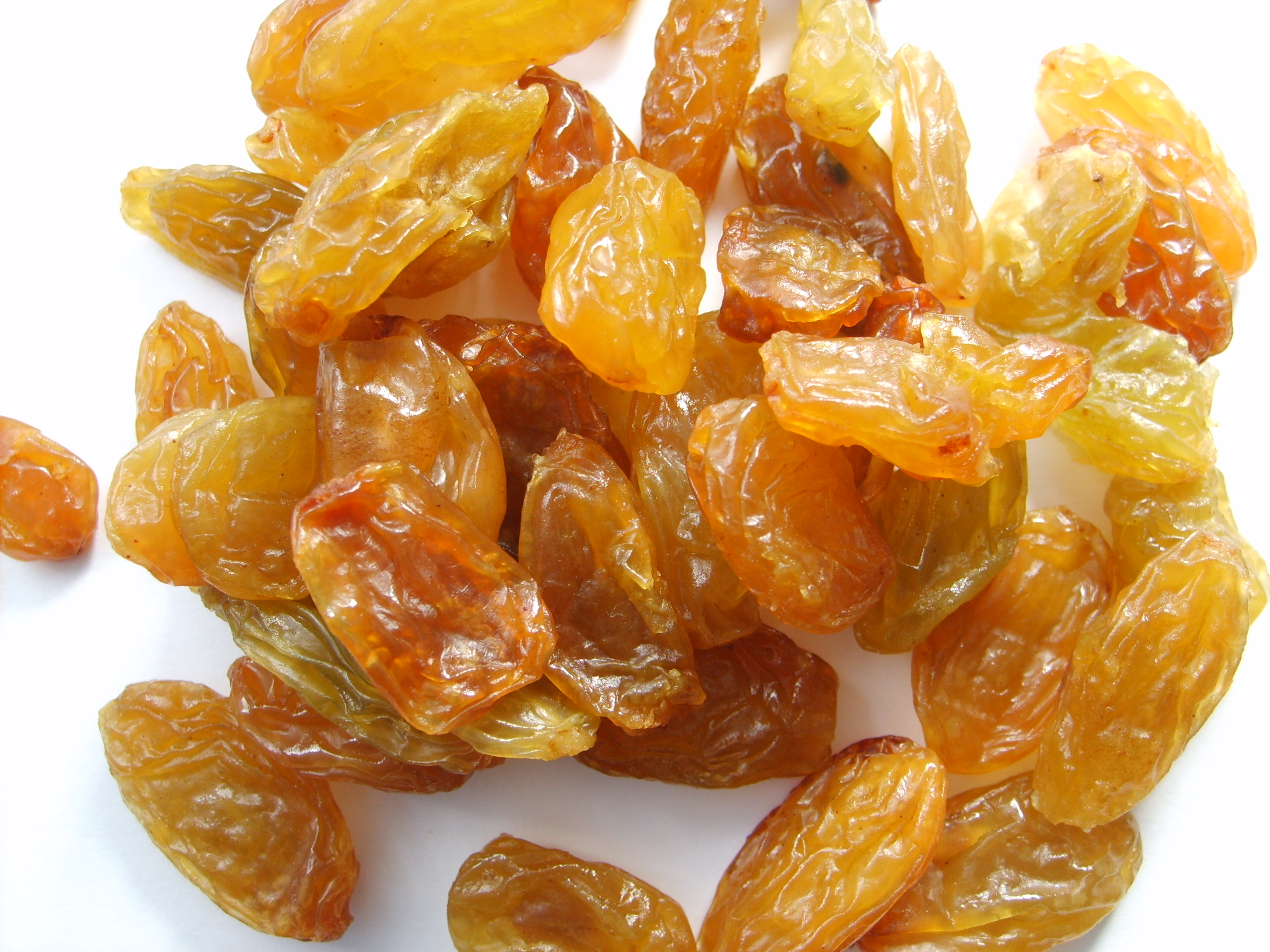
الزبيب السلطاني نوع من الزبيب.

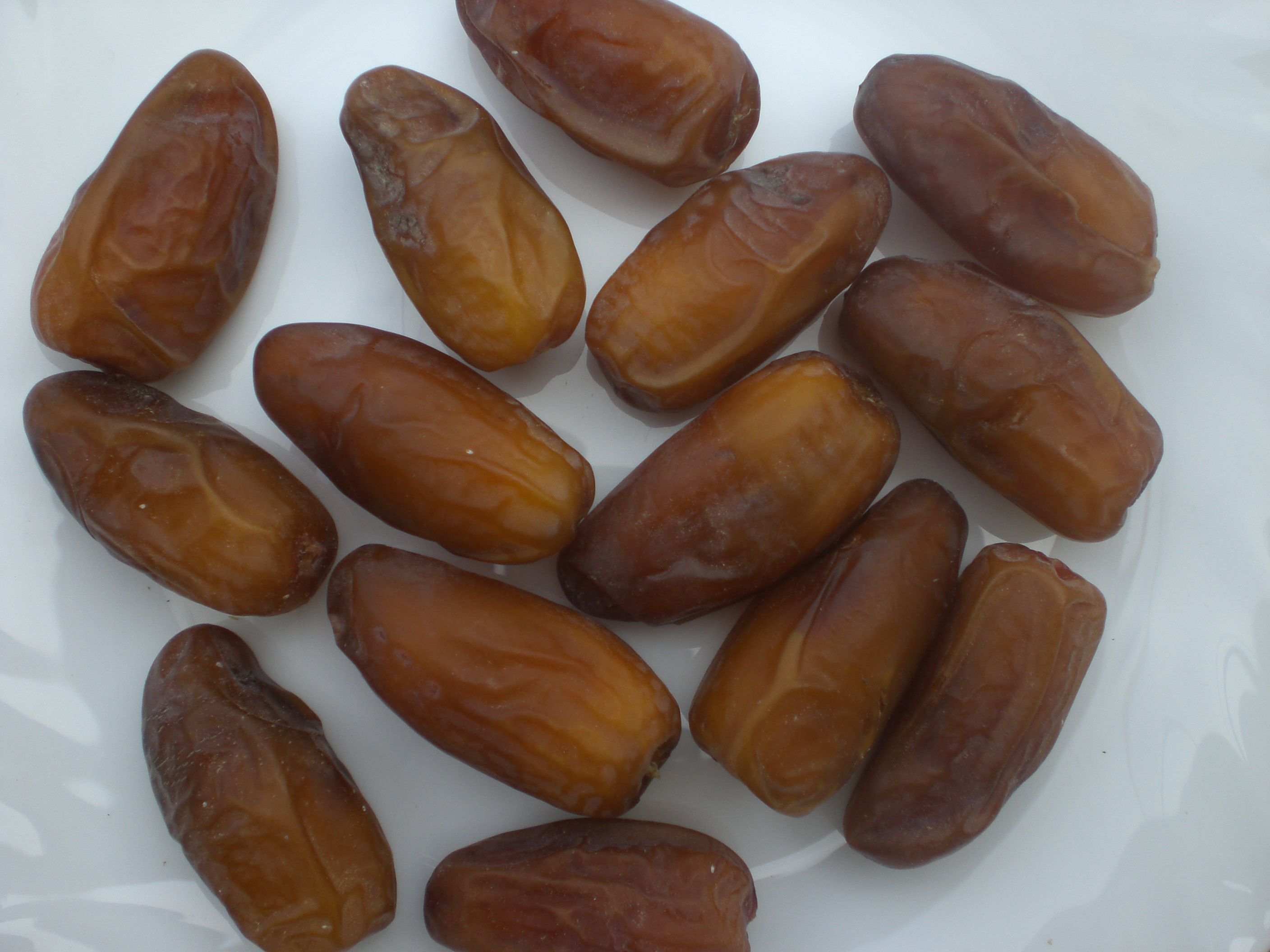
نوع من أنواع التمر.

زكاة الثمار أحد أنواع زكاة المال، وتجب زكاة الثمار في نوعين هما: التمر والزبيب، حال الكمال وهو: الجفاف. وتجب زكاة كل منهما ببلوغهما نصابا وهو: خمسة أوسق لا قشر عليها، وقدر الزكاة الواجب إخراجها فيهما: إن سقيت بماء المطر، أو السيح، أي: بغير كلفة؛ ففيها العشر، وإن سقيت بكلفة كالسقاية بالنضح أو غيره؛ ففيها نصف العشر. روى الشافعي بسنده «عن أبي سعيد الخدري أن رسول الله ﷺ قال: "ليس فيما دون خمسة أوسق من التمر صدقة"». قال الماوردي: الأصل في وجوب الزكاة في الثمار الكتاب والسنة والإجماع، فأما الكتاب فقوله تعالى: ﴿يَا أَيُّهَا الَّذِينَ آمَنُوا أَنْفِقُوا مِنْ طَيِّبَاتِ مَا كَسَبْتُمْ وَمِمَّا أَخْرَجْنَا لَكُمْ مِنَ الْأَرْضِ وَلَا تَيَمَّمُوا الْخَبِيثَ مِنْهُ تُنْفِقُونَ وَلَسْتُمْ بِآخِذِيهِ إِلَّا أَنْ تُغْمِضُوا فِيهِ وَاعْلَمُوا أَنَّ اللَّهَ غَنِيٌّ حَمِيدٌ ۝٢٦٧﴾ [البقرة:267] وفي هذا دلالة على أن المراد بالنفقة الصدقة التي يحرم إخراج الخبيث فيها، ولو لم يرد الصدقة لجاز إخراج خبيثها وطيبها. قال تعالى: ﴿وَهُوَ الَّذِي أَنْشَأَ جَنَّاتٍ مَعْرُوشَاتٍ وَغَيْرَ مَعْرُوشَاتٍ وَالنَّخْلَ وَالزَّرْعَ مُخْتَلِفًا أُكُلُهُ وَالزَّيْتُونَ وَالرُّمَّانَ مُتَشَابِهًا وَغَيْرَ مُتَشَابِهٍ كُلُوا مِنْ ثَمَرِهِ إِذَا أَثْمَرَ وَآتُوا حَقَّهُ يَوْمَ حَصَادِهِ وَلَا تُسْرِفُوا إِنَّهُ لَا يُحِبُّ الْمُسْرِفِينَ ۝١٤١﴾ [الأنعام:141] «عن جابر وابن عمر أن رسول الله ﷺ قال: "ما سقت السماء ففيه العشر، وما سقي بنضح أو غرب فنصف العشر"». ومذهب الجمهور: تجب زكاة الثمار في التمر والزبيب، ولا تجب في غيرهما، وعند الحنفية: تجب في جميع أنواع الثمار. ولا تجب الزكاة في الزروع والثمار إلا إذا بلغت نصابا، وهو قول الجمهور، وقال ابن عباس وزيد ابن علي والنخعي وأبو حنيفة إلى وجوب الزكاة في القليل والكثير.

### زكاة التجارة
زكاة التجارة أو زكاة عروض التجارة نوع من أنواع الأموال التي تجب فيها الزكاة، وعرفها علماء الفقه بأنها: تقليب المال لغرض الربح. وتجب زكاة مال التجارة عند آخر الحول، بتقويمها بما اشتريت به من النقدين (الذهب والفضة)، فإذا بلغ نصابا؛ وجب إخراج ربع العشر منه، ودفع زكاة مال التجارة وبذله للمستحقين فرض شرعي لا بد منه، وهو سبب من أسباب حصول البركة في المال، ونمائه، ومضاعفة الأجر، كما أن عدم إخراج الزكاة الواجبة من أسباب الإثم، وذهاب البركة، وهلاك المال.

### زكاة الركاز
زكاة الركاز الركاز هو دفين الجاهلية، الركاز المال المدفون لكن حصره الشافعية فيما يوجد في أرض موات، وهي التي لم يجر عليها ملك لمسلم، بخلاف ما إذا وجده في طريق مسلوك أو مسجد فهو لقطة، وإذا وجده في أرض مملوكة فإن وجده مالك الأرض الذي وجده فهو له، وإن كان غيره فإن ادعاه المالك فهو له وإلا فهو لمن تلقاه عنه إلى أن ينتهي الحال إلى من أحيا تلك الأرض. قال الشافعي: والركاز الذي فيه الخمس دفن الجاهلية ما وجد في غير ملك لأحد. وخصه الشافعي أيضا بالذهب والفضة، وقال الجمهور: أنه لا يختص بالذهب والفضة، واختاره ابن المنذر. ومعنى الركاز هو: المدفون في الأرض من زمن الجاهلية، أي: قبل ظهور الدين الإسلامي، ويعرف بعلامات تدل على ذلك، على أن يكون من قبل زمن ظهور الإسلام، ويختص الركاز بكونه لا يعرف مالكه، وكونه مستخرجا من باطن الأرض بلا معالجة، وهو قول جمهور الفقهاء، خلافا لأبي حنيفة القائل: أن المعادن المستخرجة من الأرض تدخل ضمن الركاز، واستدل باستعمال ذلك في كلام العرب، وفرق الجمهور بينهما بالقول: أن المعدن يستخرج بعمل وكلفة ففيه الزكاة، أما دفين الجاهلية من الذهب والفضة، ففيه الخمس حالا؛ لسهولة الحصول عليه أي: بغير عمل ولا معالجة، ويؤيد قول الجمهور حديث: «والمعدن جبار، وفي الركاز الخمس.» حيث وقع التفريق بين المعدن وبين الركاز بواو العطف، فالمعدن هو ما يحتاج في استخراجه إلى عمل ومجهود، وأما الركاز فهو ما يوجد من مال مدفون من زمن الجاهلية، ولا يحتاج في استخراجه إلى كلفة ومشقة. وقدر الواجب إخراجه هو الخمس منه: 15 روى البخاري في صحيحه قال: «عن أبي هريرة رضي الله عنه أن رسول الله ﷺ قال: "العجماء جبار والبئر جبار والمعدن جبار وفي الركاز الخمس.»
ومذهب الجمور أنه لا يشترط في الركاز بلوغ النصاب، بل يجب إخراج الخمس في قليله وكثيره، وهو قول الشافعي في القديم كما نقله ابن المنذر واختاره، وأما الجديد فقال: لا يجب فيه الخمس حتى يبلغ نصاب الزكاة، ومقتضى ظاهر الحديث وجوب الخمس في قليله وكثيره. قال البخاري: «وقال مالك وابن إدريس: الركاز دفن الجاهلية في قليله وكثيره الخمس وليس المعدن بركاز وقد قال النبي ﷺ في المعدن جبار، وفي الركاز الخمس.» ومصرف الركاز عند مالك وأبي حنيفة والجمهور: مصرفه مصرف خمس الفيء، واختياره المزني، وقال الشافعي في أصح قوليه: مصرفه مصرف الزكاة، وعن أحمد روايتان. ومذهب الجمهور أن الواجب في الركاز فيه يلزم إخراجه حالا، أي: أنه لا يشترط فيه مرور حول، بل يلزم إخراج زكاته على الفور.

### زكاة المعدن
المعدن مأخوذ من عدن الشيء في المكان إذا أقام فيه والعدن الإقامة، والمعدن يشمل: الذهب والفضة وغيرهما، كالنحاس وغيره من المعادن المستخرجة من الأرض. ولا تجب الزكاة في المعادن إلا في الذهب والفضة. قال الشافعي: «ولا زكاة في شيء مما يخرج من المعادن إلا ذهبا أو ورقا». وتجب الزكاة في جنسين من المعدن المستخرج من باطن الأرض، هما: (الذهب والفضة)، وهو مذهب الجمهور. وقال أبو حنيفة: الزكاة واجبة في كل ما انطبع منها كالصفر والنحاس، دون ما لا ينطبع من الذائب والأحجار استدلالا بحديث «وفي الركاز الخمس.» قال الماوردي أن المعدن الذي تجب فيه الزكاة مخصوص بالذهب والفضة، واستدل على ذلك بأن كل ما لا يتكرر وجوب الزكاة في عينه لم تجب فيه الزكاة، إذا أخذ من معدنه كالكحل والزرنيخ، ولأن كل ما لو ورثه، لم تجب فيه الزكاة فوجب إذا استفادة من المعدن أن لا تجب فيه الزكاة كالنفط والقير، ولأنه مقوم مستفاد من المعدن، فوجب أن لا يجوز فيه الزكاة كالياقوت والزمرد.

## مصارف الزكاة
مصارف الزكاة هي الجهات التي تصرف إليها الزكاة، وهي في الشرع الإسلامي محددة بأدلة من الكتاب والسنة والإجماع. وقد ورد في حديث معاذ: «صدقة تؤخذ من أغنيائهم، فترد في فقرائهم.» وتدفع الزكاة إلى الأصناف الثمانية، الذين ذكرهم الله في قوله تعالى: ﴿إِنَّمَا الصَّدَقَاتُ لِلْفُقَرَاءِ وَالْمَسَاكِينِ وَالْعَامِلِينَ عَلَيْهَا وَالْمُؤَلَّفَةِ قُلُوبُهُمْ وَفِي الرِّقَابِ وَالْغَارِمِينَ وَفِي سَبِيلِ اللَّهِ وَابْنِ السَّبِيلِ فَرِيضَةً مِنَ اللَّهِ وَاللَّهُ عَلِيمٌ حَكِيمٌ ۝٦٠﴾. وهذه الأصناف الثمانية محددة بنص الآية، ودل نفس السياق أنها لا تتجاوز هذا العدد، وجاء النص مؤكدا بـإنما لإفادة الحصر وتأكيده، ودفع أي احتمال، فالعدد محصور في هذه الأصناف، فلا يجوز صرفها إلى غيرهم، فلا تصرف في بناء مساجد ولا إصلاح طريق ولا كفن ميت؛ لأن الله تعالى خصهم بها بقوله: (إنما) وهي للحصر تثبت المذكور وتنفي ما عداه، وقد أجمع العلماء على انحصار صرف الزكاة في مصارفها الثمانية فلا تتعداهم، فلا تصرف في عمل خيري، ولا لعمل رابطة أو جمعية أو ما شابه ذلك. ولا يجب تعميمهم بها، بل يعطى من وجد منهم، فإذا لم يوجد البعض منهم؛ أعطي المال للبعض الآخر منهم. وإذا اجتمعت هذه الأصناف الثمانية، وكان مال الزكاة يفي بهم؛ فيجب تعميمهم؛ لأنهم جميعا مستحقون، ولا وجه لحرمان البعض، بل يجب التعميم والتسوية بينهم، وأن يدفع من كل صنف إلى ثلاثة فصاعدا لأنه أقل الجمع إلا العامل فإن ما يأخذه أجره فجاز أن يكون واحدا، وإن تولى الرجل إخراجها بنفسه سقط العامل وهذا اختيار أبي بكر؛ لأن الله تعالى جعلها لهم بلام التمليك، وشرك بينهم بواو التشريك، فكانت بينهم على السواء كأهل الخمس. وفي حديث معاذ: «أعلمهم أن عليهم صدقة تؤخذ من أغنيائهم فترد إلى فقرائهم». أمر بردها من صنف واحد وقال لقبيصة لما سأله في حمالة: «أقم حتى تأتينا الصدقة فنأمر لك بها» وهو صنف واحد وأمر بني بياضة بإعطاء صدقاتهم: سلمة بن صخر وهو واحد، فتبين بهذا أن مراد الآية بيان مواضع الصرف دون التعميم ولذلك لا يجب تعميم كل صنف ولا التعميم بصدقة واحد إذا أخذها الساعي بخلاف الخمس.

### الأصناف الثمانية
| - الفقراء - المساكين - عامل الزكاة - المؤلفة قلوبهم | - فك الرقاب - الغارم - في سبيل الله - ابن السبيل |

#### الفقير والمسكين
والفقراء والمساكين صنفان وكلاهما يأخذ لحاجته إلى مؤنة نفسه والفقراء أشد حاجة لأن الله تعالى بدأ بهم والعرب إنما تبدأ بالأهم فالأهم ولأن الله تعالى قال: ﴿أما السفينة فكانت لمساكين يعملون في البحر﴾، فأخبر أن لهم سفينة يعملون بها، وجاء في الحديث: الاستعاذة من الفقر، بينما جاء في الحديث: «اللهم أحيني مسكينا وأمتني مسكينا واحشرني في زمرة المساكين». رواه الترمذي فدل على أن الفقير أسوء حالا من المسكين، والفقراء أشد حاجة من المسكين، فالفقير من ليس له ما يقع موقعا من كفايته من مكسب ولا غيره والمسكين الذي له ذلك فيعطى كل واحد منهما ما تتم به كفايته. وإذا ادعى الفقر من لم يعرف بغنى قبل قوله بغير يمين لأن الأصل عدم المال، بخلاف ما إذا كان غنيا وادعى الفقر فلا يقبل إلا ببينة.
1. الفقراء: والفقير في باب الزكاة: هو: من لا مال له ولا كسب، يقع موقعا من كفايته،[90] أو هو من لا يجد كفايته.
2. المساكين: والمسكين في باب الزكاة: من يجد كفايته بالكاد وقد لا تسد حاجته.
3. العاملون عليها: وهم العمال القائمين على شأن الزكاة حيث أن الزكاة في الإسلام نظام كامل متكامل يتطلب من يقوم على تطبيقه والتفرغ التام له، ومن ثم أجاز الشارع الحكيم لهؤلاء العاملين عليها أن يؤجروا منها، أي من أموال الزكاة التي يتم جمعها.
4. المؤلفة قلوبهم: وهم نوعان، النوع الأول هم من دخلوا في الإسلام من غير أن يرسخ الإيمان في قرارة نفوسهم، والنوع الثاني من يريد الإسلام أن يستميلهم، أو على الأقل أن يكفوا أذاهم عن المسلمين.
5. فك الرقاب: وهم العبيد والإماء المكاتبون أي الذين اتفقوا مع من يملكونهم على أن يتم تحريرهم نظير مبلغ معين فتجوز الزكاة لهم حتى يصبحوا أحراراً.
6. الغارمون: والغارم هو الذي تراكمت عليه الديون، فيأخذ من الزكاة ما يفي دينه.
7. في سبيل الله هم المجاهدون المتطوعون، أي: (المحتسبون) الذين تجندوا مع الدولة للجهاد تطوعا، وليس لهم من بيت المال ما يأخذونه، فيعطون من الزكاة. وهم المقصودون في الأية.[91] قال ابن كثير: «وأما في سبيل الله: فمنهم الغزاة الذين لا حق لهم في الديوان، وعند الإمام أحمد، والحسن، وإسحاق: "والحج من سبيل الله، للحديث».[92]

قال ابن منظور في معنى (في سبيل الله):
«في الجهاد وكل ما أمر الله به من الخير فهو من سبيل الله». وكل سبيل أريد به الله عز وجل، وهو بر فهو داخل في سبيل الله. ويطلق بمعنى: تحبيس المال أي: (الوقف).
- 8 ابن السبيل: وابن السبيل هو المسافر الذي قد يكون نفد ماله وهو في مكان غير بلده فيعطى ما يكفيه للعودة إلى بلده.

### هدايا العمال
هدايا العمال هو ما يهدى لعامل الزكاة ممن يتولى عمل أخذ الزكاة منهم، أو من يدفعها إليهم، وهذه الهدايا محرم عليه أخذها، وحكمها حكم أخذ القاضي الهدية ممن يتولى فصل القضاء بينهم، من حيث أنه لا يجوز له أخذها بكل الأحوال، كما لا يجوز للموظف أخذ الرشوة. ولا يجوز أيضا أخذ العامل شيئا من مال الزكاة؛ لأن هذا يكون غلولا، وفي القرآن: ﴿ومن يغلل يأت بما غل يوم القيامة﴾. وقد ورد في الشرع التهديد والوعيد على أخذ عامل الزكاة للهدايا، ففي الحديث: «عن الزهري أنه سمع عروة أخبرنا أبو حميد الساعدي قال استعمل النبي ﷺ رجلا من بني أسد يقال له ابن الأتبية على صدقة، فلما قدم قال: هذا لكم وهذا أهدي لي، فقام النبي ﷺ على المنبر. قال سفيان أيضا: فصعد المنبر فحمد الله وأثنى عليه ثم قال: ما بال العامل نبعثه فيأتي يقول هذا لك وهذا لي، فهلا جلس في بيت أبيه وأمه فينظر أيهدى له أم لا؟ والذي نفسي بيده لا يأتي بشيء إلا جاء به يوم القيامة يحمله على رقبته، إن كان بعيرا له رغاء أو بقرة لها خوار أو شاة تيعر، ثم رفع يديه حتى رأينا عفرتي إبطيه ألا هل بلغت ثلاثا. قال سفيان قصه علينا الزهري وزاد هشام عن أبيه عن أبي حميد قال سمع أذناي وأبصرته عيني وسلوا زيد بن ثابت فإنه سمعه معي، ولم يقل الزهري سمع أذني خوار صوت والجؤار من تجأرون كصوت البقرة.» والمعنى: أن عامل الزكاة لا يحل له أخذ الهدية؛ لأنه إذا لم يكن عاملا على الزكاة فإنه لن يحصل عليها، فهي لا تخلو من مجاملة.

## موانع استحقاق الزكاة
موانع استحقاق الزكاة هي التي يمتنع بسببها أخذ الصدقة، ولا تحل لمن اتصف بواحد من هذه الموانع، وقد يكون امتناع أخذ الصدقة بسبب التشريف والتكريم المخصوص بآل البيت النبوي، باعتبار أن الصدقة أوساخ الناس، فلا تحل لهم الصدقة؛ لانتسابهم إلى البيت النبوي، ومكانة النبوة يمتنع معها التدني لأكل أوساخ الناس، وفي الحديث: «إنا آل محمد لا تحل لنا الصدقة؛ إنما هي أوساخ الناس.» وفي رواية: «لا نأكل الصدقة». وفي رواية: «أنَّا لا تحل لنا الصدقة». وفي صحيح مسلم: «أن النبي ﷺ كان إذا أُتي بطعام سأل عنه، فإن قيل هدية؛ أكل منها، وإن قيل صدقة لم يأكل منها». ومن موانع أخذ الصدقة: عدم استحقاقها؛ لعدم الحاجة إليها، فلا تجوز الصدقة على غني. ولا يجوز صرف الزكاة لغير المسلمين؛ لأن نصوص الشرع دلت على أنها تؤخذ من أغنياء المسلمين، وتصرف إلى فقرائهم. ولا يصح للمزكي دفع زكاته إلى من تلزمه نفقته إن كانوا بحاجة للمال؛ لأنه يجب عليه كفايتهم من ماله، ودفع زكاته إليهم وكفايتهم منها يحل محل نفقته، أي: أنه بذلك دفع النفقة الواجبة عليه من الزكاة، وتخلص منها بذلك، فمن دفع زكاته لزوجته لكفايتها فهو بذلك دفع لزوجته النفقة الواجبة عليه ولم يدفع الزكاة، فتكون باقية في ذمته، بخلاف التصدق على من لا تلزم المزكي نفقته، مثل الزوجة إذا دفعت الزكاة التي هي مفروضة عليها إلى زوجها فإنها تجزئ؛ لأنه لا يلزمها انفاق على الزوج، بل إن التصدق على القريب الذي لاتلزم المزكي نفقته، وعلى الجار فإنه أفضل من التصدق على البعيد.

### الزكاة وآل البيت النبوي
دلت النصوص الشرعية على تحريم الصدقة على آل البيت النبوي، وفي الحديث: حديث: «إن هذه الصدقات إنما هي أوساخ الناس وإنها لا تحل لمحمد ولا لآل محمد.» ولمسلم: «إن الصدقة لا تنبغي لآل محمد». قال هذا لعبد المطلب بن ربيعة بن الحارث بن عبد المطلب،(5) والفضل بن العباس بن عبد المطلب وقد سألاه العمل على الصدقة بنصيب العامل، فيين لهم أنها محرمة على آل محمد، سواء كانت بسبب العمل، أو بسبب الفقر والمسكنة وغيرهما. وقوله: «إنما هي أوساخ الناس» تنبيه على العلة في تحريمها على بني هاشم وبني المطلب، وأنها لكرامتهم وتنزيههم عن الأوساخ، ومعنى: «أوساخ الناس» أنها تطهير لأموال الناس ونفوسهم، كما قال تعالى: ﴿خذ من أموالهم صدقة تطهرهم وتزكيهم بها﴾، فهي كغسالة الأوساخ. دل على هذا حديث: «عن أبي هريرة رضي الله عنه قال: أخذ الحسن بن علي رضي الله عنهما تمرة من تمر الصدقة فجعلها في فيه، فقال النبي ﷺ: كخ كخ،(6) ليطرحها ثم قال: أما شعرت أنا لا نأكل الصدقة.» ذكر النووي في شرح الحديث: أن المراد بالآل هنا: بنو هاشم وبنو المطلب على الأرجح من أقوال العلماء، قال الشافعي: لأنهم اشتركوا في سهم ذوي القربى دون غيرهم، واختصاصهم به تعويض لهم بدلا عما حرموه من الصدقة. وعن أبي حنيفة ومالك هم: بنو هاشم فقط، وعن أحمد: في بني المطلب روايتان، وعن المالكية فيما بين هاشم، وغالب بن فهر قولان: فعن أصبغ منهم هم بنو قصي، وعن غيره بنو غالب بن فهر. واتفق العلماء على أن بني هاشم لا تحل لهم الصدقة المفروضة، قال ابن قدامة: لا نعلم خلافا في هذا. ومعنى: «إنا لا نأكل الصدقة». دليل على منع الصدقة عليهم، وعدم جواز أخذها، وهناك أحاديث أخرى تدل على هذا، وهو حكم باق إلى الآن. قال ابن حجر العسقلاني: وقد نقل الطبري الجواز أيضا عن أبي حنيفة وقيل عنه: يجوز لهم إذا حرموا سهم ذوي القربى حكاه الطحاوي ونقله بعض المالكية عن الأبهري منهم، وهو وجه لبعض الشافعية، وعن أبي يوسف يحل من بعضهم لبعض لا من غيرهم. وعند المالكية في ذلك أربعة أقوال مشهورة: الجواز، المنع، جواز التطوع دون الفرض، عكسه. ولمسلم: «عن أبي هريرة قال: أخذ الحسن بن علي تمرة من تمر الصدقة فجعلها في فيه، فقال رسول الله ﷺ: كخ كخ ارم بها، أما علمت أنا لا نأكل الصدقة.» وفي رواية لمسلم: «أنا لا تحل لنا الصدقة.» وفي رواية: «أنا لا نأكل الصدقة.» وقوله: «أما علمت أنا لا نأكل الصدقة؟» يقال مثل هذا الكلام في أمر واضح وإن لم يعلمه المخاطب، ومعناه الإستفهام والتعجب أي: عجب كيف خفي عليك هذا مع ظهور تحريم الزكاة، ودل على هذا حديث: «لا تحل لمحمد ولا لآل محمد». والآل الذين تحرم عليهم الزكاة في مذهب الشافعي ومن وافقه هم: بنو هاشم وبنو المطلب، وبه قال بعض المالكية، وقال أبو حنيفة ومالك: هم بنو هاشم خاصة، وقال بعض العلماء: هم قريش كلها قاله القاضي، وقال أصبغ من المالكيه: هم بنو قصي. واستدل الشافعي بحديث: «أن رسول الله صلى الله عليه وسلم قال: إن بني هاشم وبني المطلب شيء واحد، وقسم بينهم سهم ذوي القربى».

## زكاة الفطر

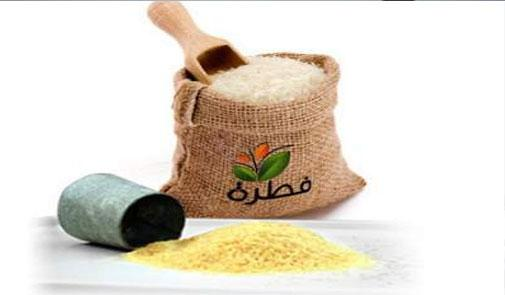
زكاة الفطر.

زكاة الفطر أو زكاة الأبدان هي أحد أنواع الزكاة الواجبة على المسلمين، وهي فرض عين بإجماع المسلمين، على كل مسلم، صغير أو كبير، ذكر أو أنثى، حر أو عبد، وتجب زكاة الفطر بغروب الشمس من آخر يوم من شهر رمضان، ويجوز إخراجها في شهر رمضان، والسنة إخراجها يوم عيد الفطر قبل صلاة العيد. ويجوز تعجيل إخراجها قبل العيد بيوم أو يومين وقد كان هذا فعل بعض الصحابة. وتجب بغروب شمس آخر يوم من أيام شهر رمضان، وتدفع قبل صلاة عيد الفطر، أو قبل انقضاء صوم شهر رمضان. وفي الحديث: «عَنْ ابن عبّاس قال: فَرَضَ رسول اللَّهِ ﷺ زَكَاةَ الْفِطْرِ طُهْرَةً لِلصَّائِمِ من اللَّغْو وَالرَّفَث وَطُعْمَةً للمساكين، من أَدَّاهَا قبل الصلاةِ فَهِيَ زكاةٌ مقبولة ومن أَدَّاهَا بعد الصَّلاةِ فهي صدقة مِن الصَّدَقَات». وهي واجبة على كل مسلم، قادر عليها، وهو الذي يكون لديه ما يزيد عن قوته وقوت عياله وعن حاجاته الأصلية في يوم العيد وليلته. ويلزم المسلم أن يخرج زكاة الفطر عن نفسه وزوجته وعن كل من تلزمه نفقته. وأضيفت الزكاة إلى الفطر؛ لأنه سبب وجوبها. وتمتاز عن الزكوات الأخرى بأنها مفروضة على الأشخاص لا على الأموال. بمعنى أنها فرضت لتطهير نفوس الصائمين، وليس لتطهير مال المزكي، بخلاف زكاة المال فإنها شرعت لتطهير الأموال.
«عن ابن عمر قال: فرض رسول الله ﷺ زكاة الفطر من رمضان، صاعا من تمر أو صاعا من شعير، على العبد الحر والذكر والأنثى والصغير والكبير من المسلمين، وأمر بها أن تؤدى قبل خروج الناس إلى الصلاة.» أي: قبل خروج الناس إلى صلاة العيد. والواجب في زكاة الفطر عن الفرد صاع من أرز أو قمح أو شعير ونحو ذلك مما يعتبر قوتا يتقوت به. وفي الحديث: «عن أبي سعيد الخدري قال كنا نخرج صدقة الفطر صاعاً من طعام أو صاعا من شعير أو صاعا من تمر أو صاعا من أقط أو صاعا من زبيب.»
وزكاة الفطر طهرة للصائم من اللغو والرفث، ولتعميم الفرحة في يوم العيد لكل المسلمين بإغناء المحتاج حتى لايبقى أحد يوم العيد محتاجا إلى القوت والطعام وفي الحديث: «أغنوهم عن المسألة في هذا اليوم». وفي حديث ابن عباس ما قال: «فرض رسول الله صلى الله عليه وسلم صدقة الفطر طهرة للصائم من اللغو والرفث وطعمة للمساكين.» «وعن وَكِيعٍ بن الجرَّاحِ قال: زَكَاةُ الْفِطْرِ لشهر رمضان كسجدتي السَّهْو لِلصَّلاة تجبر نقصان الصوم كما يَجْبُر السُّجُود نُقصَان الصّلاة».

### مقدار زكاة الفطر
مقدار الواجب في زكاة الفطر هو أن يخرج عن الفرد صاعا من تمر، أو من زبيب، أو صاعا من قمح أو من شعير أو من أرز، أو صاعا من أقط (وهو الحليب المجفف)، ونحو ذلك مما يعتبر قوتا يتقوت به، بما يناسب الحال، وبحسب غالب قوت البلد، أي: أنه يخرج من القوت المتوفر في البلد، وينبغي مراعاة حال المستفيد (أي: الذي تدفع إليه الزكاة). وهي صاع باتفاق المسلمين والصاع قريب أربع حفنات بيدي إنسان معتدلة، وهو يساوي أربعة أمداد، وقدر المد حفنة (أي: غرفة) بيدي إنسان معتدلة، ويقدر الصاع قرابة ثلاثة كيلو جرام تقريبا، أي: أن مقدار الصاع ينقص عن 3 كجم، بنسب متفاوتة؛ لتفاوت التقديرات، لكن التقدير بالوزن تقريبي، والأصل في مقدار زكاة الفطر، كيلا بالصاع.

## صدقة التطوع
صدقة التطوع بالمعنى الشرعي هي: إنفاق المال وغيره من وجوه الخير على سبيل الإستحباب. والصدقة بالمال إما أن تكون بمعنى: ألإنفاق المفروض وهو الزكاة. وإما تطوع وهو: النفل بمعنى: الإنفاق الزائد على الفرض. كما أن الصدقة بالمعنى الشرعي تكون في وجوه الخير المتنوعة مثل: إعانة الضعيف، وقول سبحان الله، أو الحمد لله، وغير ذلك، وفي الحديث: «وتميط الأذى عن الطريق صدقة».

### صدقة السر
صدقة السر بمعنى: التصدق في حالة الإسرار، أو: عدم إظهار الصدقة، وهو مستحب إلا في الصدقة المفروضة؛ خشية الوقوع في تهمة منع الزكاة. إخفاء الصدقة من أسباب الإخلاص، إذ الصدقة عبادة وعمل صالح، والهدف منه ابتغاء مرضاة الله وطلبا للمثوبته، ولا يكون العمل صحيحا موافقا للشرع إلا بالنية، وهي: إخلاص العمل لله، والإسرار بالصدقة أقرب إلى الإخلاص. وإخفاء الصدقة أحب إلى المستفيد منها. كما أنه لا يحسن بالمتصدق أن يقول: أنا تصدقت، وقد يكون التجاهر بالصدقة سببا للرياء، لكن لا يحكم على من أظهر الصدقة أنه مخلص أو مراء؛ لأن الإخلاص أو الرياء كلاهما سر بين العبد وربه، فلا يحكم الناس بما في نواياهم. وفي الحديث: «سبعة يظلهم الله تحت ظل عرشه يوم لا ظل إلا ظله..» وذكر منهم: «ورجل تصدق بصدقة فأخفاها حتى لا تعلم شماله ما أنفقت يمينه».

## التعفف عن المسألة
التعفف عن المسألة هو التنزه والابتعاد عن سؤال العطاء، أو طلب مال الزكاة، أو صدقة التطوع، وفي الحديث: «ومن يستغن؛ يغنه الله، ومن يستعفف؛ يعفه الله»، وحديث: «وازهد فيما في أيدي الناس؛ يحبك الناس»، وفي الحديث: «إنما الصدقة أوساخ الناس»، ولا تحل المسألة إلا للحاجة. والذي يتكفف الناس يأتي يوم القيامة وما في وجهه مزعة لحم، وفي الحديث: «ما جاءكم بغير سؤال؛ فخذوه». قال الله تعالى: ﴿ومن كان غنيا فليستعفف﴾. وحكم المسألة بمعنى: طلب المال من الناس، في الشرع الإسلامي: غير جائز إلا للحاجة. فإن جاءه شيء بغير سؤال ولا استشراف نفس؛ أخذه إن كان من ذوي الاستحقاق، أما إن طلب من الناس أن يعطوه؛ فلا يحل إلا في حالات بينها الحديث: «عن قبيصة بن مخارق الهلالي قال: تحملت حمالة، فأتيت رسول الله ﷺ أسأله فيها فقال: أقم حتى تأتينا الصدقة، فنأمر لك بها، قال: ثم قال: يا قبيصة! إن المسألة لا تحل إلا لأحد ثلاثة: رجل تحمل حمالة فحلت له المسألة حتى يصيبها ثم يمسك، ورجل أصابته جائحة اجتاحت ماله، فحلت له المسألة حتى يصيب قواما من عيش، أو قال: سدادا من عيش، ورجل أصابته فاقة حتى يقوم ثلاثة من ذوي الحجا من قومه فيقولون: لقد أصابت فلانا فاقة فحلت له المسألة، حتى يصيب قواما من عيش، أو قال: سدادا من عيش، فما سواهن من المسألة يا قبيصة سحتا، يأكلها صاحبها سحتا».

## الفرق بين الزكاة والضرائب
الزكاة والضرائب كلاهما التزام مالي، لكن هناك فرق كبير بينهما في الشرع الإسلامي، فالزكاة أحد أركان الإسلام الخمسة، وهي التزام ديني، والضرائب ليست كذلك، ويتمثل الفرق بين الزكاة والضرائب من خلال مفهوم ماهية كل منهما، والنظم والأحكام والقوانين والتنظيمات في الدولة، ويظهر هذا الفرق جليا بين الدول التي تعتمد على القوانين الوضعية وتطبيقاتها بصفة أساسية في جباية المال، وبين الدول التي تعتمد على مبدأ الالتزام الديني في النظام المالي للزكاة، فالدول الإسلامية تفرق بين الزكاة وبين الضرائب. فالزكاة فريضة دينية باتفاق المسلمين، وقوانين الزكاة وتنظيماتها تخضع لأحكام الشرع الإسلامي، وفي الشرع الإسلامي ما يوكد وجود فروق واضحة بين الزكاة وبين الضريبة، ويمكن تلخيص أهمها بالقول: أن الزكاة شريعة ربانية شرعها الله، والضرائب من وضع الناس وأنظمتهم، لم يشرعها الله تعالى. ودفع الزكاة التزام ديني وامتثال للشرع، أما دفع الضريبة فهو التزام لما تفرضه الدولة. الزكاة فريضة دينية فرضها الله أما الضريبة فتفرضها الدول على شعوبها، والتكليف بالزكاة متعلق بالأغنياء من المسلمين، فهي تؤخذ من أغنياء المسلمين وترد على فقرائهم، أما الضريبة فلا تختص بذلك. والزكاة نظام ديني يهدف للتكافل بين المجتمع، وقد قرنها الله تعالى بالصلاة في مواضع كثيرة من آيات القرآن، وأكد على أهميتها، أما الضريبة فهي التزامات مالية تفرضها الدولة على الناس، لتنفق منها في المصالح العامة، وليس لها علاقة لها بما فرضه الله عليهم من زكاة المال. وكلمة الزكاة في اللغة: الطهارة والزيادة والنماء والبركة، وخصها الشرع الإسلامي بهذه التسمية للدلالة على أنها شرعت في زكاة المال لتطهير المال وتزكيته، وفي زكاة الفطر لتزكية النفوس والأبدان وتطهيرها، كما أن الزكاة سبب لنماء المال ومضاعفة الثواب، أما كلمة: الضريبة فهي مشتقة من ضرب الغرامة على من ألزم بها وتحمل عبئها، فهي تدل على معنى الكلفة وتحمل الأعباء. ودفع الزكاة عبادة يتقرب بها المزكي إلى الله، ويترتب على فعلها المثوبة من الله على أداء الفرض، وهي تعبير عن شكر نعمة الله عليه، والزكاة عبادة متعلقة بالمال، فلا علاقة لها بوجود مال في خزينة الدولة أو عدم وجوده، فيلزم دفعها في الحالين، ولو استغنى بيت المال بتوفر المال فيه؛ فلا يعفى عن دفع الزكاة، أما دفع الضريبة في الشرع الإسلامي فهو بسبب سد العجز في الميزانية العامة للدولة. والزكاة تصرف إلى مصارف الزكاة الثمانية، أما الضريبة فتصرف للمصالح العامة. ومقادير الزكاة وتحديد الأشياء التي تجب فيها الزكاة، ومتى تجب وقدر ما يلزم دفعه، كل ذلك بتشريع ديني ووجوبها بالكتاب والسنة والإجماع، أما الضريبة فتستند إلى أحكام وقوانين وضعية.

### الضريبة
الضريبة بالمعنى المتعارف عليه في العصر الحديث هي: قدر من المال تفرضه الدولة في أموال المواطنين، على الدخل والملك وغير ذلك، من أجل خدمات والتزامات تقوم بها الدولة للمصلحة العامة. وتسمى: ضريبة وعائدات ومحصلات وجباية وغير ذلك من المسميات. وقد ورد في الحديث تسمية الضريبة بـالمكوس أو المكس، والمكس في اللغة: الجباية، والمكس: دراهم كانت تؤخذ من بائع السلع في الأسواق في الجاهلية، والماكس: العشار، ويقال له: صاحب مكس، والمكس: ما يأخذه العشار. قال ابن الأعرابي: المكس درهم كان يأخذه المصدق بعد فراغه. وفي الحديث: لا يدخل صاحب مكس الجنة، والمكس: الضريبة التي يأخذها الماكس وأصل المكس الجباية. والمكس النقص، والمماكسة النقصان، أو المشاحة، وفي حديث جابر في الصحيحين: «أتراني ماكستك لآخذ جملك؟». والمماكسة في البيع: انتقاص الثمن واستحطاطه. والمكس: انتقاص الثمن في البياعة، ومنه أخذ المكاس لأنه يستنقصه. قال جابر الثعالبي:
والإتاوة: الخراج، وقيل: الرشوة. وفي قوله: مكس درهم أي: نقصان درهم بعد وجوبه. وفي الحديث: «لا يدخل صاحب مكس الجنة». واستدل العلماء بهذا على تحريم المكس، وعده بعض العلماء من كبائر الذنوب، والتهديد بعدم دخول صاحب المكس الجنة ليس على إطلاقة؛ لأنه معصية لا تستلزم عدم دخول الجنة مطلقا. بل يحمل على القواعد الشرعية العامة من تعذيب العصاة بقدر معاصيهم، والتعذيب للعصاة أو العفو عنهم كل ذلك بمشيئة الله ولا دخل للخلق في تحديد ذلك. وفسر الحديث بأنه أخذ المال بغير حق شرعي، إذ لا يكون التهديد بالعقوبة إلا على الإثم، فالمكس حرام، وهو بمعنى: الضريبة، والذين أجازوا للدولة أخذ الضرائب ليس على إطلاقة، بل هو باعتبار أنه ضرورة دعت الحاجة إليها، وفي الفتاوى الرسمية لبعض الدول الإسلامية في حكم الضرائب المتعارف عليها: أنه لا يجوز أن تفرض إلا إذا اقتضت الضرورة ذلك، وذلك عند حصول عجز ميزانية الدولة عن الوفاء بالتزاماتها في نفقات المصالح العامة، على أن تكون ضرائب عادلة، لا تسبب عبأ على ذوي الدخل المحدود. واستدلوا على ذلك بأن عمر بن الخطاب فرض الخراج على الأراضي لسد العجز في الميزانية العامة للدولة، وذلك بعد استشارة كبار الصحابة. وإذا كان دفع الضرائب للدولة لتصرف في غير المصالح العامة، أو كان في ميزانية الدولة ما يكفي للقيام بالخدمات اللازمة، والمصالح العامة؛ فلا يجوز أخذها، ويترتب على أخذها العقاب، إذ تكون في هذه الحالة بمعنى المكوس وهو ما يؤخذ بغير حق شرعي. وهناك مسميات قريبة من هذا المعنى مثل: الرسوم الجمركية التي تفرض على البضائع المستوردة، ورسوم المعاملات، (رسم طابع مالي) وغير ذلك ما تأخذه الدولة، وحكمه مثل حكم الضرائب، إلا إذا كان مقابل مصلحة خاصة مثل دفع إيجار أراضي الدولة أو نحو ذلك فلا يكون حكمه حكم الضرائب.

### الزكاة والجزية
الجزية قدر من المال يفرضه السلطان على الأفراد، وقد عرفت فيما قبل التاريخ الميلادي، ووضع الرومان على الأمم التي أخضعوها جزية سنوية، وكانت أكثر مما وضعه المسلمون بعد ذلك. كما أن الفرس أيضا كانوا يجبون الجزية من رعاياهم، وقد ذكر ابن الأثير أن كسرى أنوشروان أمر عماله بجباية الجزية من الناس. وفرضت الجزية في الإسلام بنص القرآن والسنة وإجماع المسلمين، وجاء في القرآن: ﴿قاتلوا الذين لا يؤمنون بالله ولا باليوم الآخر ولا يحرمون ما حرم الله ورسوله ولا يدينون دين الحق من الذين أوتوا الكتاب حتى يعطوا الجزية عن يد وهم صاغرون﴾. قال الشافعي معنى: ﴿وهم صاغرون﴾: خاضعون لحكم الإسلام. وثبت في السنة النبوية أحاديث كثيرة تدل على فرضها. وقد أجمع المسلمون على أخذ الجزية من أهل الذمة، وأنه يجب على ولي الأمر أن يضع الجزية على رقاب من دخل في الذمة من أهل الكتاب ليقروا بها في دار الإسلام. وأهل الذمة هم الذين كتب لهم ولي أمر المسلمين كتابا يتضمن إقرارهم في العيش تحت حكم الإسلام، ويسمى هؤلاء: ذميون وهم: أهل الكتاب (أي: اليهود والنصارى)، ومن يلحق بهم. وتفرض عليهم الجزية على الذكور البالغين دون النساء والأطفال، ويكون ذلك بحسب حال الشخص من اليسار والإعسار، مقابل الكف عنهم وعدم التعرض لهم بالقتال أو بالأذى، وتوفير الحماية لهم ليكونوا بالكف آمنين وبالحماية محروسين. ويؤكد علماء الإسلام أن فرض الجزية حق عادل، وليس فيه أي تعسف؛ لأسباب منها: أن الله هو الذي شرع الجزية وفرضها، وليس فيما حكم به الله تعسف؛ لأن الله أعدل من حكم. ولأن أهل الذمة لا تجب عليهم الزكاة؛ لأن الزكاة مفروضة على المسلمين فقط. ولأن دفع الجزية مخصوص بأهل الذمة الذين يدخلون ضمن الدولة الإسلامية، مقابل حقوق والتزامات يضمنها ولي الأمر، حيث أنه يتحمل مسؤولية الدفاع عنهم وحماية حقوقهم، وتقديم الخدمات العامة، ودفع مبالغ مالية من الدولة للمصالح العامة.